# 石山寺

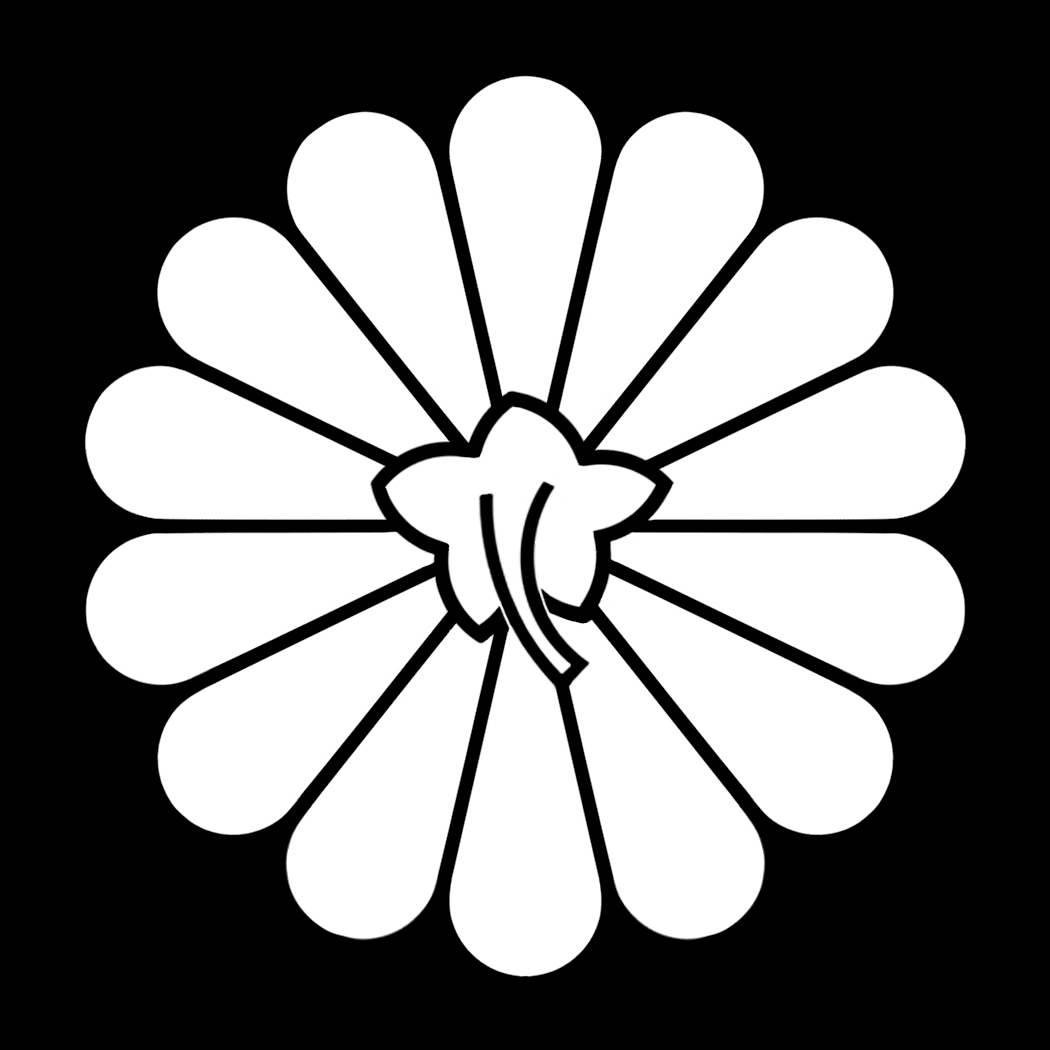
石山寺の寺紋。

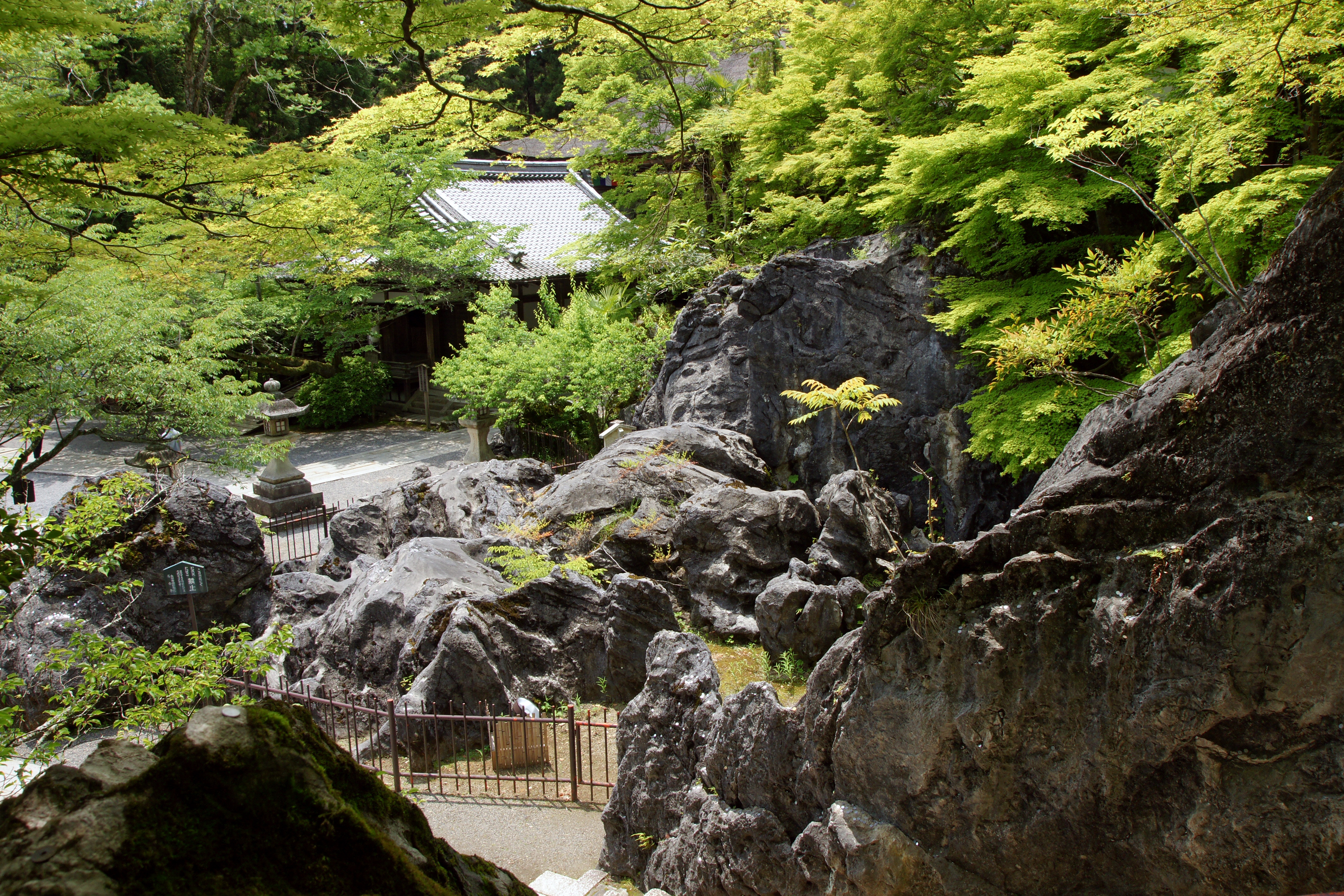
石山寺硅灰石 （国の天然記念物）

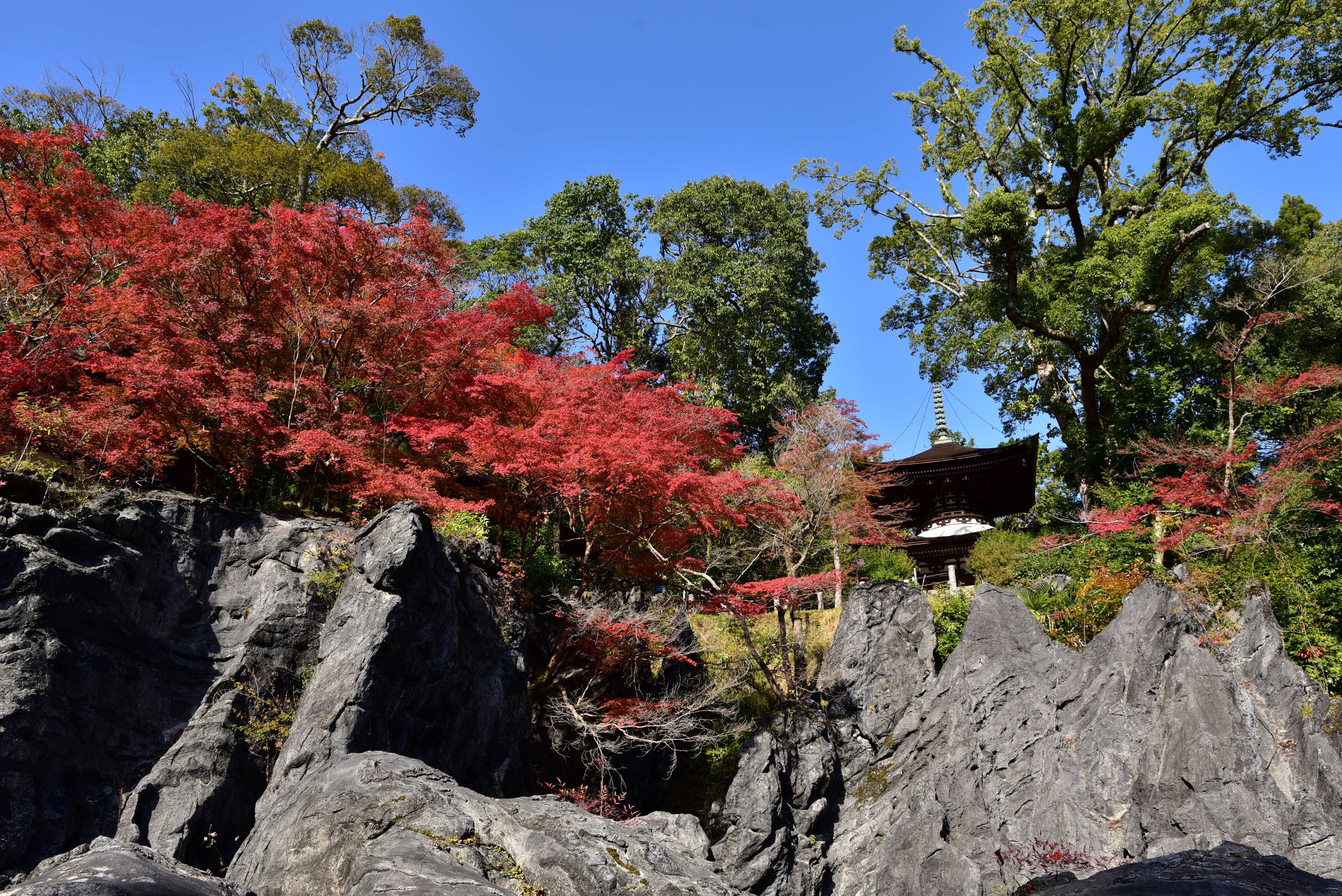
多宝塔と紅葉

石山寺（いしやまでら）は、滋賀県大津市石山寺にある東寺真言宗の大本山の寺院。山号は石光山。本尊は如意輪観世音菩薩（如意輪観音）。開山は良弁。西国三十三所第13番札所。
鷲尾光遍が1910年（明治43年）石山寺座主となって以来、座主は旧華族の鷲尾家が世襲している。
2015年（平成27年）4月24日、「琵琶湖とその水辺景観－ 祈りと暮らしの水遺産」の構成文化財として日本遺産に認定される。

## 概要
当寺は琵琶湖の南端近くに位置し、琵琶湖から唯一流れ出る瀬田川の右岸にある。本堂は国の天然記念物の珪灰石（「石山寺硅灰石」）という巨大な岩盤の上に建ち、これが寺名の由来ともなっている（石山寺珪灰石は日本の地質百選に選定）。
『蜻蛉日記』『更級日記』『枕草子』などの文学作品にも登場し、『源氏物語』の作者紫式部は、石山寺参籠の折に物語の着想を得たとする伝承があるが、紫式部が石山寺に参籠した記事は『紫式部日記』にも『紫式部集』にもない。「近江八景」の1つ「石山秋月」でも知られる。紅葉の名所としても知られ、秋にはライトアップが行われており、2015年（平成27年）に日本夜景遺産に認定された。また、洋画家の三谷祐幸によって寄付された関西美術院を所有する。

## 歴史
当地は、石山寺が創建される以前の天智天皇の660年代には石切り場とされていた。また、天武天皇元年（672年）の壬申の乱後には現在多宝塔がある地の東側で大友皇子が手厚く葬られたという。
『石山寺縁起絵巻』によれば、聖武天皇の勅願により、天平19年（747年）に良弁（東大寺開山・別当）が聖徳太子の念持仏であった如意輪観音像をこの地に祀ったのが始まりとされている。聖武天皇は東大寺大仏の造立にあたり、像の表面に鍍金（金メッキ）を施すために大量の黄金を必要としていた。そこで、良弁に命じて黄金が得られるよう吉野の金峯山に祈らせた。金峯山はその名の通り、「金の山」と信じられていたようである。そうしたところ、良弁の夢に吉野の金剛蔵王（蔵王権現）が現われ、こう告げた。「金峯山の黄金は、（56億7千万年後に）弥勒菩薩がこの世に現われた時に地を黄金で覆うために用いるものである（だから大仏鍍金のために使うことはできない）。近江国志賀郡の湖水の南に観音菩薩の現われたまう土地がある。そこへ行って祈るがよい」。夢のお告げにしたがって石山の地を訪れた良弁は、比良明神（≒白鬚明神）の化身である老人に導かれ、巨大な岩の上に聖徳太子念持仏の6寸の金銅如意輪観音像を安置し、草庵を建てた。そして程なく（実際にはその2年後に）陸奥国から黄金が産出され、元号を天平勝宝と改めた。こうして良弁の修法は霊験あらたかなること立証できたわけであるが、如意輪観音像がどうしたことか岩山から離れなくなってしまった。やむなく、如意輪観音像を覆うように堂を建てたのが当寺の草創であるという。そもそも正倉院文書によれば、この石山の地は、東大寺を建立するために近江国の甲賀郡や高島郡など各所から伐採してきた木材を集めておく場所であったのが知れる。この地が東大寺や良弁と強い繋がりがあったことが分かる。
その他資料としては『元亨釈書』 や、後代であるが宝永2年（1705年）の白鬚大明神縁起絵巻がある。
その後、天平宝字5年（761年）から造石山寺所という役所のもとで堂宇の拡張、伽藍の整備が行われた。正倉院文書によれば、造東大寺司からも仏師などの職員が派遣されたことが知られ、当寺の造営は国家的事業として進められていた。これには、淳仁天皇と孝謙上皇が造営した保良宮が当寺の近くにあったことも関係しているといわれる。本尊の塑造如意輪観音像と脇侍の金剛蔵王像、執金剛神像は、天平宝字5年（761年）から翌年にかけて制作され、本尊の胎内に聖徳太子念持仏の6寸如意輪観音像を納めたという。こうして石山寺は華厳宗の寺院として寺観が整えられていった。
それ以降から平安時代前期にかけての寺史はあまりはっきりしていないが、寺伝によれば、初代の座主（ざす、「住職」とほぼ同義）に聖宝が就いて真言宗の寺院となっている。その後も観賢などの当時高名な僧が座主として入寺している。聖宝と観賢はいずれも醍醐寺関係の僧である。石山寺と醍醐寺は地理的にも近く、この頃から石山寺の密教化が進んだものと思われる。
当寺の中興の祖といわれるのが、菅原道真の孫の第3世座主・淳祐内供（寛平2年〈890年〉 - 天暦7年〈953年〉）である。内供とは内供奉十禅師（ないくぶじゅうぜんじ）の略称で、天皇の傍にいて常に玉体を加持する僧の称号である。高僧でありながら諸職を固辞していた淳祐は、やがてこの内供と称されるようになった。「石山内供」・「普賢院内供」とも呼ばれている。淳祐は体が不自由で、正式の坐法で坐ることができなかったことから学業に精励し、膨大な著述を残している。彼の自筆本は今も当寺に多数残存し、「匂いの聖教（においのしょうぎょう）」と呼ばれ、一括して国宝に指定されている。このころ、石山詣が宮廷の官女の間で盛んとなり、『蜻蛉日記』や『更級日記』にも描写されている。
承暦2年（1078年）1月2日、落雷によって本堂が半焼し、本尊の塑造如意輪観音像も損壊したため、永長元年（1096年）に本堂（国宝）を再建し、新たな本尊として如意輪観音坐像（重要文化財）を祀る形となった。
東大門、多宝塔、勝南院毘沙門堂は鎌倉時代の初期に源頼朝の寄進により建てられたものとされる。この頃には、だいたい現在見るような寺観が整ったと思われる。
戦国時代の元亀4年（1573年）2月に光浄院暹慶が室町幕府第15代将軍足利義昭の味方をして織田信長に背き、石山寺の南にあった石山城に立て籠もったが、すぐに柴田勝家の攻撃を受けて降伏している。この合戦によって石山寺のいくつかの堂舎が被害を受けている。その後、信長によって寺領5,000石が没収されてしまったが、信長の死後に豊臣秀吉によって文禄5年（1596年）にいくつかの寺領が返還されている。
慶長18年（1613年）には徳川家康によって寺領579石が認められている。
慶長年間（1596年 - 1615年）に淀殿によって石山寺の復興が行われ、慶長7年（1602年）には本堂の合の間と礼堂が改築されている。
石山寺は全山炎上するような兵火には遭わなかったため、建造物、仏像、経典、文書などの貴重な文化財を多数伝存している。
2021年（令和3年）12月17日に第52代座主鷲尾遍隆が死去。同年12月21日に長女の鷲尾龍華が第53代座主に就任。奈良時代の747年創設以来、初の女性座主となった。

## 石山寺と文学作品

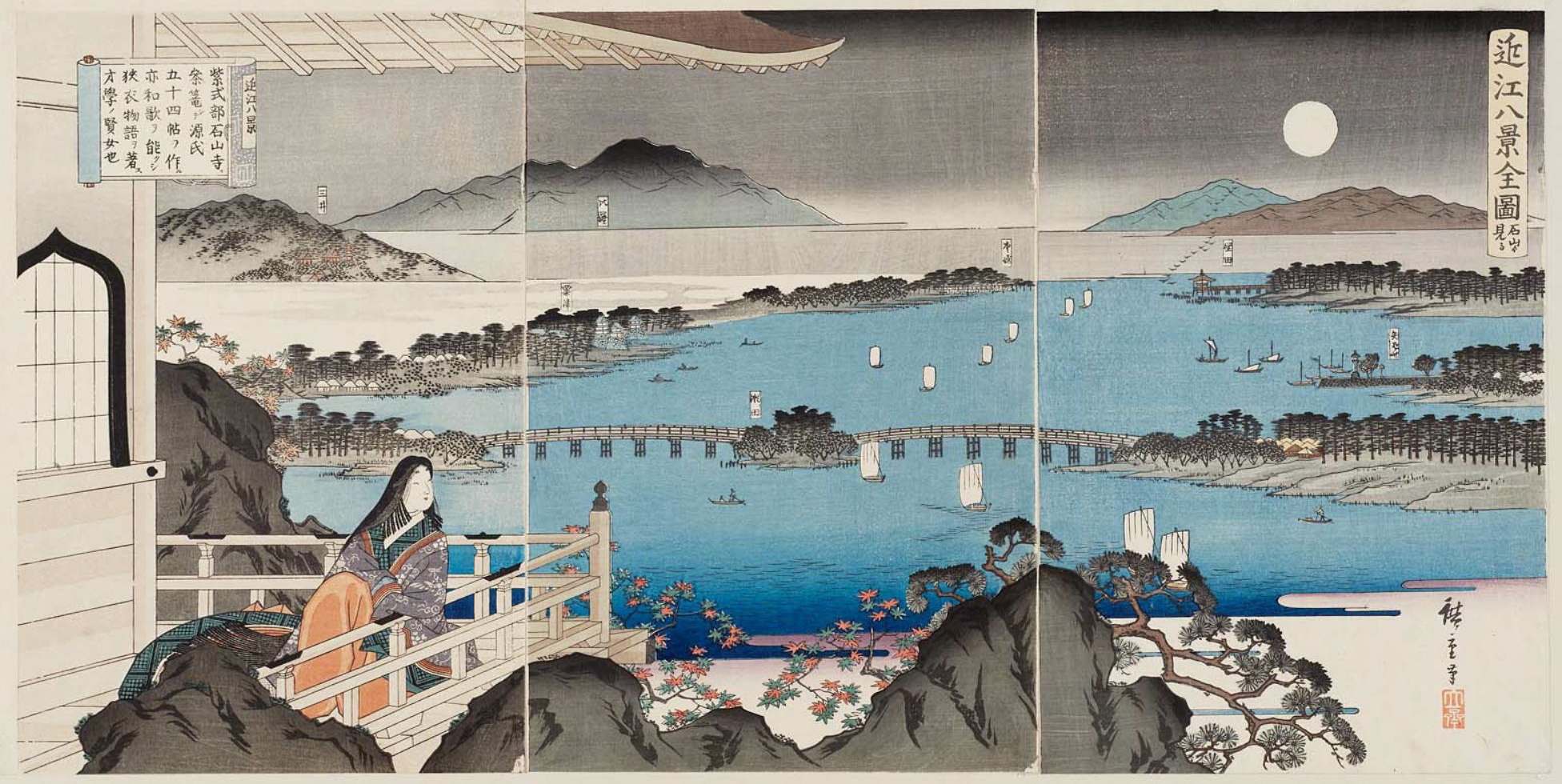
石山寺の紫式部（歌川広重 (3代目)画）

石山寺は、多くの文学作品に登場することで知られている。
清少納言の『枕草子』二百八段（三巻本「日本古典文学大系」）には「寺は壺坂。笠置。法輪。霊山は、釈迦仏の御すみかなるがあはれなるなり。石山。粉河。志賀」とあり、藤原道綱母の『蜻蛉日記』では天禄元年（970年）7月の記事に登場する。『更級日記』の筆者・菅原孝標女も寛徳2年（1045年）、石山寺に参篭している。
紫式部が『源氏物語』の着想を得たのも石山寺とされている。伝承では、寛弘元年（1004年）、紫式部が当寺に参篭した際、八月十五夜の名月の晩に、「須磨」「明石」の巻の発想を得たとされ、石山寺本堂の一角には「紫式部源氏の間」が造られている。十二帖の「須磨」、十三帖の「明石」に続く十六帖「関屋」では石山寺に詣でる源氏が道中の逢坂の関で空蝉と再会する場面が描かれている。
『和泉式部日記』（十五段）では、「つれづれもなぐさめむとて、石山に詣でて」とあり、和泉式部が敦道親王との関係が上手くいかず、むなしい気持を慰めるために寺に籠った様子が描かれている。
古典文学に限られず、谷崎潤一郎の『陰影礼賛』には石山寺への言及が、島崎藤村の『力餅』には「石山のお寺」の描写があり、また野口雨情は童謡『秋の月』の詩を「石山寺の秋の月」から始めるなど、多くの文学作品で言及され、また題材とされている。ほかに石山寺に言及する作品として、岡本綺堂『佐々木高綱』、竹久夢二『砂がき』などがある。

## 木造如意輪観音坐像
重要文化財。当寺の本尊。本堂奥の巨大な厨子に納められている秘仏である。33年に1度の開扉と天皇即位翌年の開扉以外は基本的に公開されず（若干の例外あり）、開扉は勅使により行われるため、石山寺では「日本唯一勅封観音」としている。像高約3メートル。如意輪観音像は6臂像（6本の手をもつ）が多いが、本像は2臂像で、岩盤の上に直接坐している。本堂の再建と同時期の平安時代後期の作と推定される。像内からは奈良時代の金銅仏4体、水晶製五輪塔などが発見され、これらは2003年（平成15年）、本像の附属として重文に追加指定されている。本像は以下の機会に開扉されている。
1691年（元禄4年）6月18日（臨時）
1922年（大正11年）11月8日から11月14日まで（貞明皇后の行啓記念）
1991年（平成3年）4月10日から4月30日まで（明仁の第125代天皇即位に伴う即位吉例開扉）
2002年（平成14年）8月1日から12月16日まで（開基1,250年記念）
2009年（平成21年）3月1日から5月31日まで、および9月1日から12月16日まで（花山法皇一千年忌西国札所一斉開扉）
2016年（平成28年）3月18日から12月4日まで（33年ごとの開扉）
2020年（令和2年）3月18日から8月10日まで（徳仁の第126代天皇即位に伴う即位吉例開扉）

## 境内

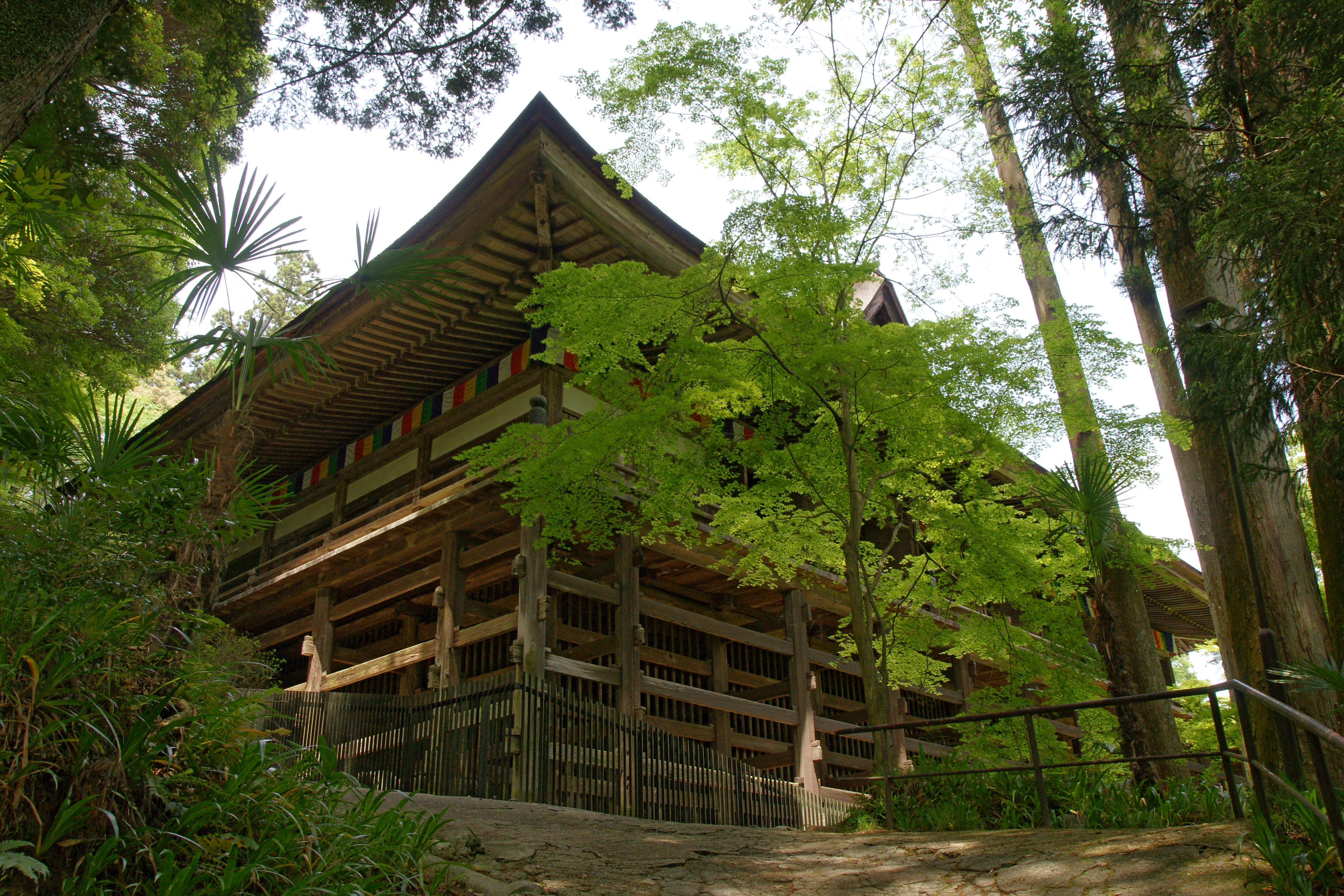
本堂 （国宝）

- 本堂（国宝） - 正堂（しょうどう）と礼堂（らいどう）を合の間で繋いだ複合建築である。本堂は南側の傾斜地に南向きに建てられており、礼堂部分が懸造となっている。 懸造の本堂は、清水寺、長谷寺など、観音菩薩を祀る寺院に多い。現存する本堂は三代目で、奈良時代の草創期に建てられたものは桁行五丈、梁間二丈であったが、天平宝字5年（761年）から翌天平宝字6年（762年）に造東大寺司によって桁行七丈、梁間四丈に改築され、これに10世紀末までに懸造の礼堂が増築されていたことが絵画資料から分かっている。この建物が承暦2年（1078年）1月2日の火災で焼失し、永長元年（1096年）に再建され、慶長7年（1602年）に淀殿の寄進で合の間と礼堂が改築され現在の形式となる[50]。正堂は永長元年（1096年）の再建の姿を良く残す滋賀県下最古の建築である。構造は桁行五間、梁間二間の身舎（もや）に一間の庇を廻し、全体で正面七間、奥行四間（「間」は長さの単位ではなく、柱間の数を示す建築用語）である。身舎が内陣となっており、慶長年間（1596年 - 1615年）に新設された宮殿が設けられている。宮殿内部に如意輪観音を祀るが、隆起した硅灰石が本尊の台座となっている。合の間は間口七間奥行一間で、正堂と礼堂を繋いでいる。内部に天井はなく、見上げると正堂の軒が残っている。合の間の東端は「紫式部源氏の間」と称され、執筆中の紫式部の像が安置されている[47][50]。礼堂は桁行七間、梁間三間の身舎に、合の間と接する北面を除く三方に庇を廻し、全体で正面九間、奥行四間で、さらに三方に縁をめぐらす。また東側一間は吹さらしである。屋根は檜皮葺きで正堂と礼堂それぞれを寄棟造としたうえで、二つの屋根を貫くように南北に大屋根が掛けられて南端は礼堂上部で千鳥破風となる。本堂の正面は南面であるが、南面は懸造となっているため参拝者は東面の階段を登り礼堂の縁を回って礼堂に入るようになる[51]。
- 蓮如堂（重要文化財） - 近世以降は浄土真宗本願寺派の蓮如上人を祀る堂となっているが、もともとは三十八所権現社の拝殿であった。三十八所権現社本殿の南側に位置する懸造の堂である。『石山要記』には寛弘3年（1006年）の藤原道長の御願文に見えると記されているが、現存するものは慶長7年（1602年）に淀殿により再建された。平面は桁行五間、梁間四間で、北面一間が広縁となっており三十八所権現社本殿と向かいあっている。堂の入口は東面の妻入（棟の向く方向が入口という意味）であり、東側一間が吹さらしとなっている。同じように懸造で妻入りの拝殿は醍醐寺の清瀧宮拝殿（国宝）があり、本殿との位置関係など共通する部分が多い。堂の西側一間が内陣の体裁となっており、蓮如像などを祀る。屋根は入母屋造で文化8年（1811年）に桟瓦葺になっている[50]。小屋裏の構造から元は檜皮葺きなど軽い屋根であったと思われる[52]。
- 観音堂 - 宝暦年間（1751年 - 1764年）に京都の三井某老尼によって建立。当時は礼堂と呼ばれていた。西国三十三所観音霊場のそれぞれの札所の本尊を模した33体の観音像を祀る[50]。
- 毘沙門堂（滋賀県指定有形文化財） - 兜跋毘沙門天などを祀る堂。棟札から安永2年（1773年）に和歌山の藤原正勝が施主となり建てられたのが分かる。大棟梁は大津の高橋六右衛門と治郎兵衛が、大工は大坂の大西清兵衛が担当している。大坂で木材を調達して加工・彫刻し、現在地で組み立てられた[50]。建物は方三間であるが、外部からは桁行三間、梁間二間に見え、内部に入ると堂奥より4分の1ほどに柱が4本建つ特異な平面である。堂奥側が須弥壇になっているが、手前の柱に渡された虹梁や組物に特徴がある。屋根は宝形で瓦葺[53]。
- 御影堂（重要文化財） - 石山寺開創の祖師、弘法大師、良弁僧正、淳祐内供を祀る。『石山要記』によれば、元は三昧堂もしくは法華堂と呼ばれ法華三昧の道場であったが、淳祐の住居であった普賢院が倒壊した際に御影を移し御影堂としたもの。現存の建物は室町時代とされているが、須弥壇の意匠などから推測されるのみで確証はない。また享保年間（1716年 - 1736年）に大きな改装を施されている。平面は方三間の一間四面堂（一間身舎の四方に庇をめぐらす）で、背面に張り出し（簡易な囲い）、背面以外の三方に縁をまわす。後世の改装により四天柱のうち前面二本が抜き取られており代わりに大虹梁を入れている[50]。大虹梁の上部には抜き取られた柱の頂部が残されている。本来四天柱の内部だったであろう内陣は奥の中央一間に移されている。屋根は宝形の檜皮葺きで頂部に宝珠が載る[54]。
- 第一梅園「薫の苑」
- 淳祐内供供養塔
- 石山寺硅灰石（国の天然記念物） - 石山寺の名の由来となった岩。石灰岩が変成してできた珪灰石[50]。世界的にも珍しく、日本の地質百選に選ばれている。
- 良弁の杖桜 - 良弁が付き刺した杖が育った桜という。
- 三十八所権現社（重要文化財） - 祭神：神武天皇から天智天皇までの38代の歴代天皇。本堂のすぐ東側にある鎮守社。『石山要記』は良弁が勧請したとの推測を記すが定かではなく、文治年間（1185年 - 1190年）の『灌頂記』に見えるとしている。現存する文献などから慶長7年（1602年）に淀殿により再建された[50]。三十八所は観音二十八部衆と法華十羅刹女としているが、『近江輿地志略』では般若十六善神と薬師十二神将、法華十羅刹女と記す。建物は大きな一間社流造で全体的に装飾の少ない意匠である。現在はほぼ剥落してしまっているが、全体に彩色が施されていたことが分かる。屋根は檜皮葺き[55]。
- 経蔵（重要文化財） - 本堂北東にある小規模な校倉造で、石山寺一切経や校倉聖教などの文化財を収容してきた建物。建立時期は伝わっていないが、意匠などから16世紀後期と考えられる。校木を桁行と梁行で高さをずらさずに組み上げている。校倉造では滋賀県最古の建築である。屋根は瓦葺で、全国的にも校倉造では珍しい切妻造となっている[50][56]。
- 安産の腰掛石 - 経蔵の床下にある[50]。
- 紫式部供養塔（重要美術品） - 石造の宝篋印塔であるが、その傘が三重となっている珍しい作りとなっている。鎌倉時代中期の造[50]。
- 鐘楼（重要文化財） - 寺伝では源頼朝の寄進と伝わるが、細部様式などから鎌倉時代後期と考えられる。二階建てで平面は上下層とも桁行三間、梁間二間で、上層には縁がまわされる。下層は白漆喰塗りの袴腰、上層は東西中央に扉があり、それ以外は連子窓である。内部には銘が無いが、平安時代とみられる梵鐘（重要文化財）が吊られている。下層から撞木を引いて撞く珍しい作りである。屋根は入母屋造で檜皮葺き[50][57]。
- 宝蔵
- めかくし石（重要美術品） - 石造宝塔。
- 若宮 - 祭神：天照皇大神、弘文天皇。弘文天皇が壬申の乱の後、この地に葬られたという。
- 多宝塔（国宝） - 寺伝では源頼朝が、平治の乱の後に石山寺が兄の源義平を平清盛から匿ってくれたことへのお礼で寄進したと伝わる。墨書より建久5年（1194年）建立とわかる[3]。年代の明らかなものとしては日本最古の多宝塔である。下層は方三間で、内部の四天柱内に須弥壇を据え、快慶作の大日如来像（重要文化財）を安置する[50]。また、柱や長押に仏画や彩色が施されている。上層は12本の円柱に四手先組物が載り、深い軒を受ける。屋根は檜皮葺き[58]。
- 源頼朝供養塔 - 南北朝時代の造。
- 亀谷禅尼供養塔（重要文化財） - 亀谷禅尼は中原親能の妻で頼朝の次女の乳母である。南北朝時代の造。
- 茶室「芭蕉庵」
- 月見亭 - 石山寺の尾根の東の突端部にある亭。瀬田川や琵琶湖を望む景勝地にあり、ここから見る月は「近江八景 石山の秋月」の図で有名である。寺伝では保元年間（1156年 - 1158年）に後白河天皇が行幸した際に建立されたのがそもそもの始まりと伝わる。現存するものは貞享4年（1687年）の再建[3][50]。建物は桁行一間、梁間一間であるが、東西方向にやや長い平面である。東寄りの正方形の方一間部分は床を上げて舞台状にしている。建具などは無く吹さらし。懸造となっているが、袴腰があるため明確ではない。屋根は寄棟造で、上部は茅葺、下部は杮葺きであったが、2017年（平成29年）に茅葺は板葺に葺き替えられた[59]。
- 心経堂 - 1990年（平成2年）建立。花山法皇西国三十三所復興一千年記念で建てられた[50]。
- 第二梅園「東風の苑」
- 豊浄殿 - 宝物館。毎年春と秋に「石山寺と紫式部展」が開かれる[50]。
- 源氏文庫
- 第三梅園
- 牡丹園
- 源氏苑
- 紫式部像
- 光堂 - 2008年（平成20年）に石山を発祥の地とする東レによって寄進された。懸造[50]。
- 天智天皇の石切場 - ここから切り出された石が、大和国飛鳥にある川原寺中金堂の礎石として使われているのが分かっている[50]。
- 西国三十三所石仏群
- 庭園「無憂園」
- 八大龍王社
- 源義平供養塔 - 義平が平治の乱の後に隠れていたという「かくれ谷」にある。
- 閼伽井屋
- 那須与一地蔵堂 - 那須与一が信仰していたという地蔵尊を祀る[50]。
- 龍蔵権現社 - 宝治元年（1247年）に勧進沙門祐円によって再興されるが天明年間（1781年 - 1789年）に朽損し、明和年間（1764年 - 1772年）に再建[50]。
- 密蔵院 - 塔頭。島崎藤村ゆかりのお堂。1893年（明治26年）に藤村が20歳の時に約2か月滞在している。東大門の前にあったが後に現在地に移された[50]。
- 吉祥院 - 塔頭。
- 明王院 - 塔頭。2024年（令和6年）1月29日から2025年（令和7年）1月31日まで、紫式部を主人公とした大河ドラマ『光る君へ』の大河ドラマ館が開館[60]。
- くぐり岩
- 池
- 比良明神影向石 - この地を訪れた良弁がこの石に座っていた比良明神と出会ったという[50]。
- 世尊院 - 塔頭。
- 公風園白耳亭
- 法輪院 - 塔頭。
- 大湯屋 - 妻を正面とする切妻造の建物。残っている湯屋は全国でも少なく、貴重である[50]。
- 大黒天堂 - 大黒天を祀る。明治時代後期の建立と伝わる。建物は妻入で桁行五間、梁間は正面三間、背面四間で正面に一間の向拝が付く。奥側一間の中央に内陣を据え、それ以外の床は畳敷きとなっている。屋根は瓦葺で、正面は入母屋造、背面は切妻である[61]。
- 金龍龍王社 - 石山寺の守護神。
- 拾翠園
- 淳浄館
- 宝性院 - 塔頭。 石山寺事務所。
- 宿直屋
- 東大門（重要文化財） - 寺伝では源頼朝によって建久元年（1190年）に建立されたとされる。細部の様式などから本堂の礼堂が建立されたのと同時期の慶長年間（1596年 - 1615年）に、淀殿によって新築に近い大幅な修理がなされたと考えられる[5][50]。三間一戸（桁行三間で、中央の一間が開口という意味）の八脚門（本柱の前後に4本ずつ控え柱が建つという意味）で、両脇に仁王像を置く。屋根は入母屋造で瓦葺き[62]。東大門の南50メートルの場所に石山貝塚（大津市指定史跡）がある。
- 庭園「朗澄律師大徳遊鬼境」 - 1999年（平成11年）築[50]。

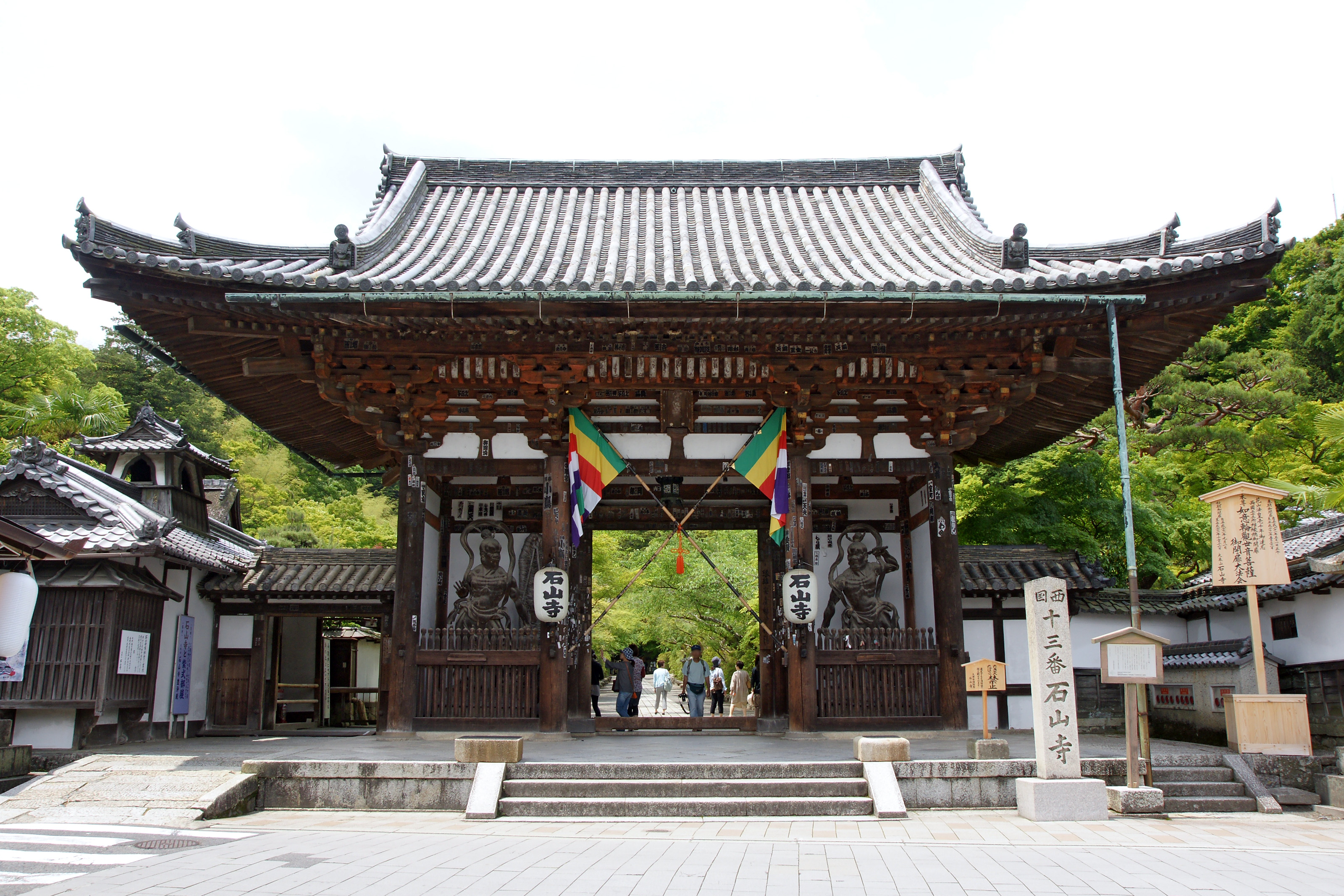
東大門
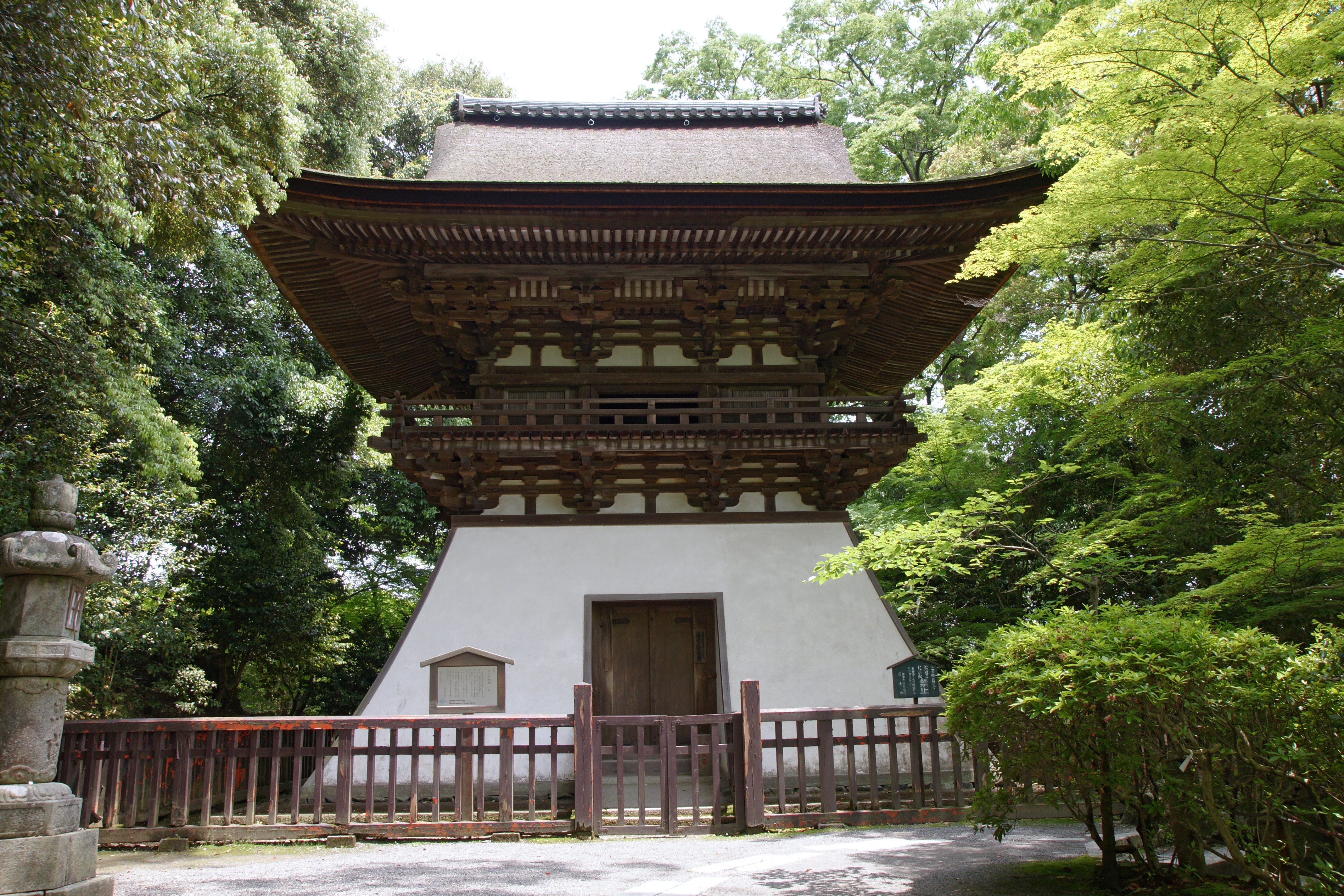
鐘楼
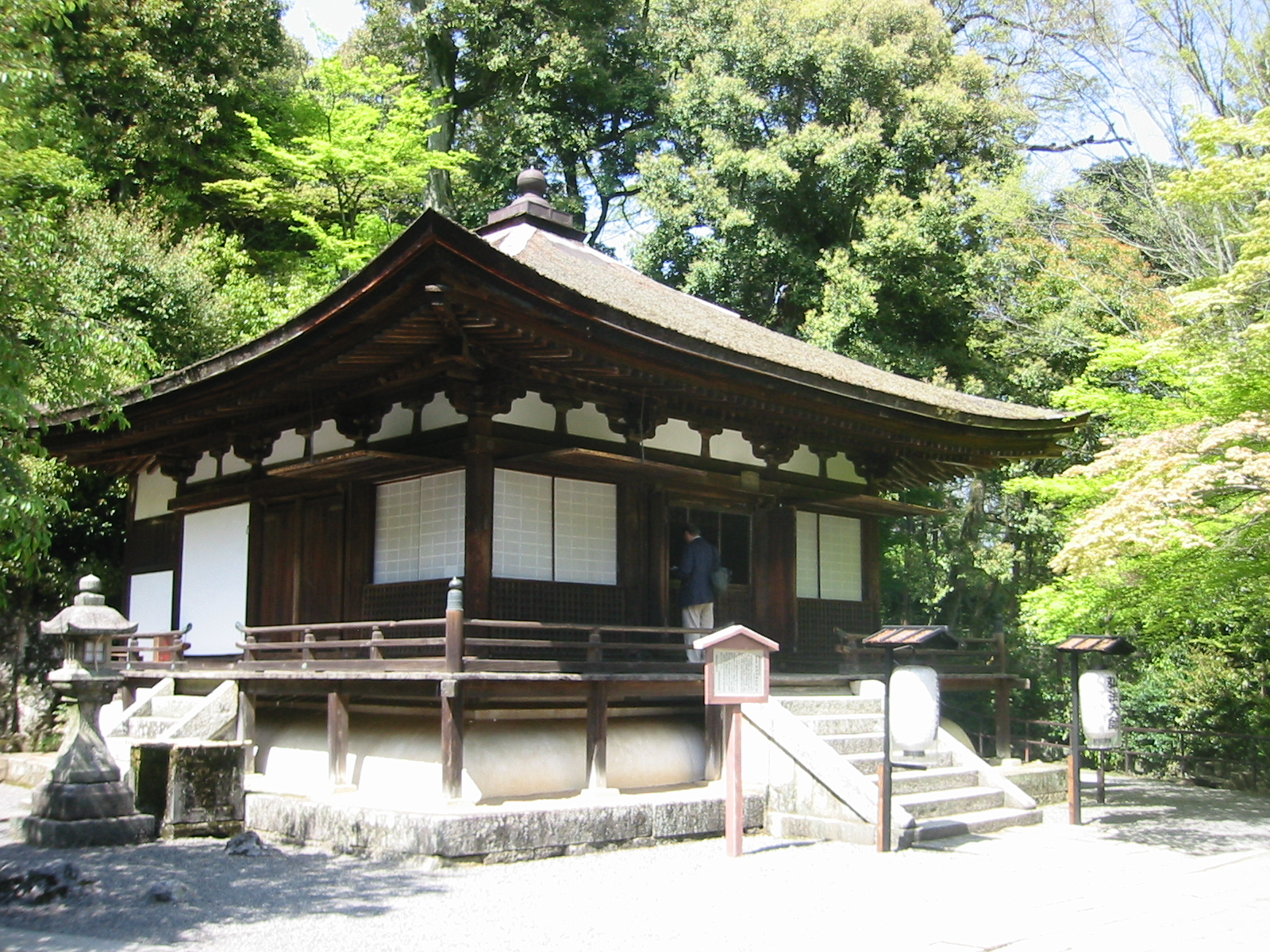
御影堂（開山堂）
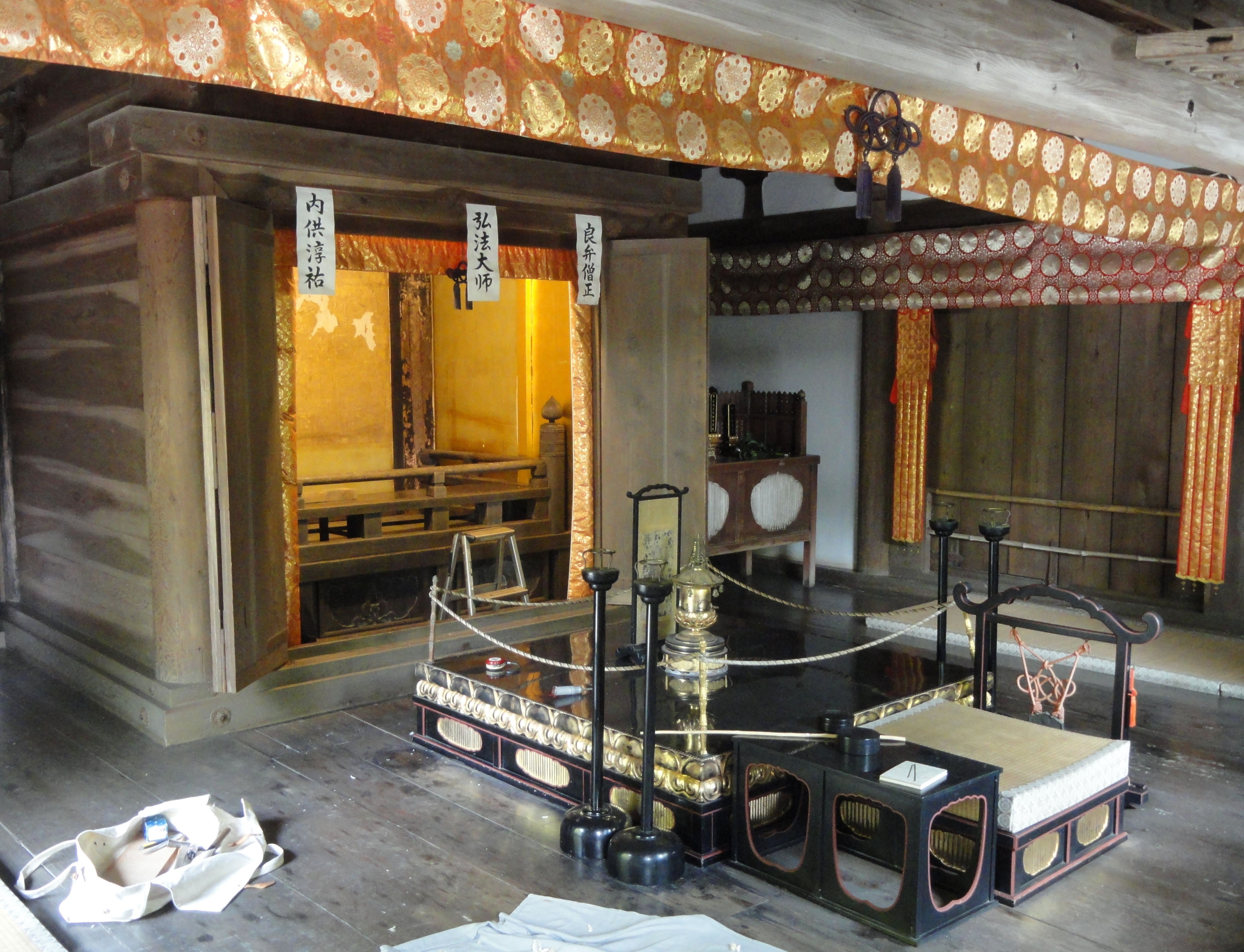
御影堂内陣
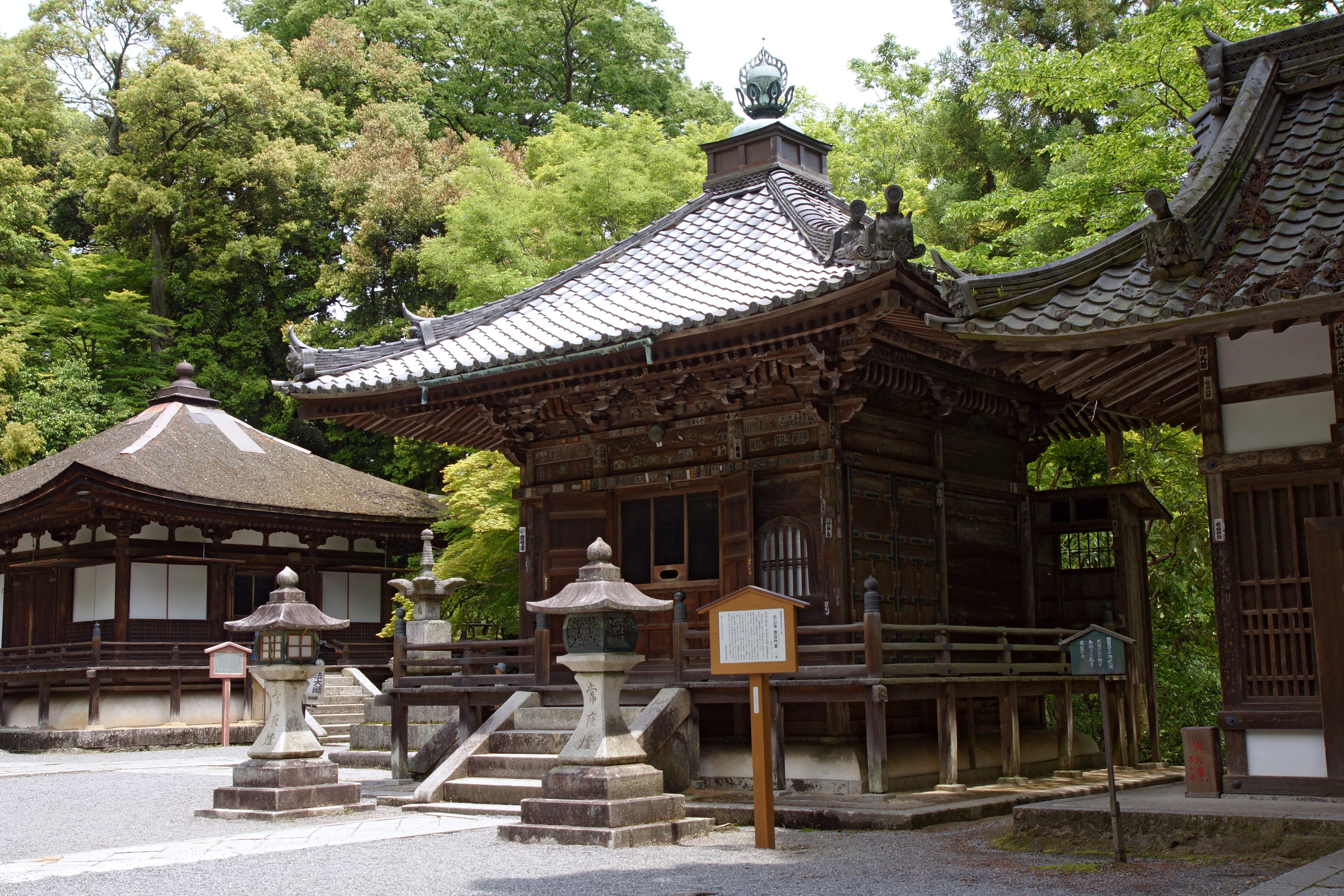
毘沙門堂
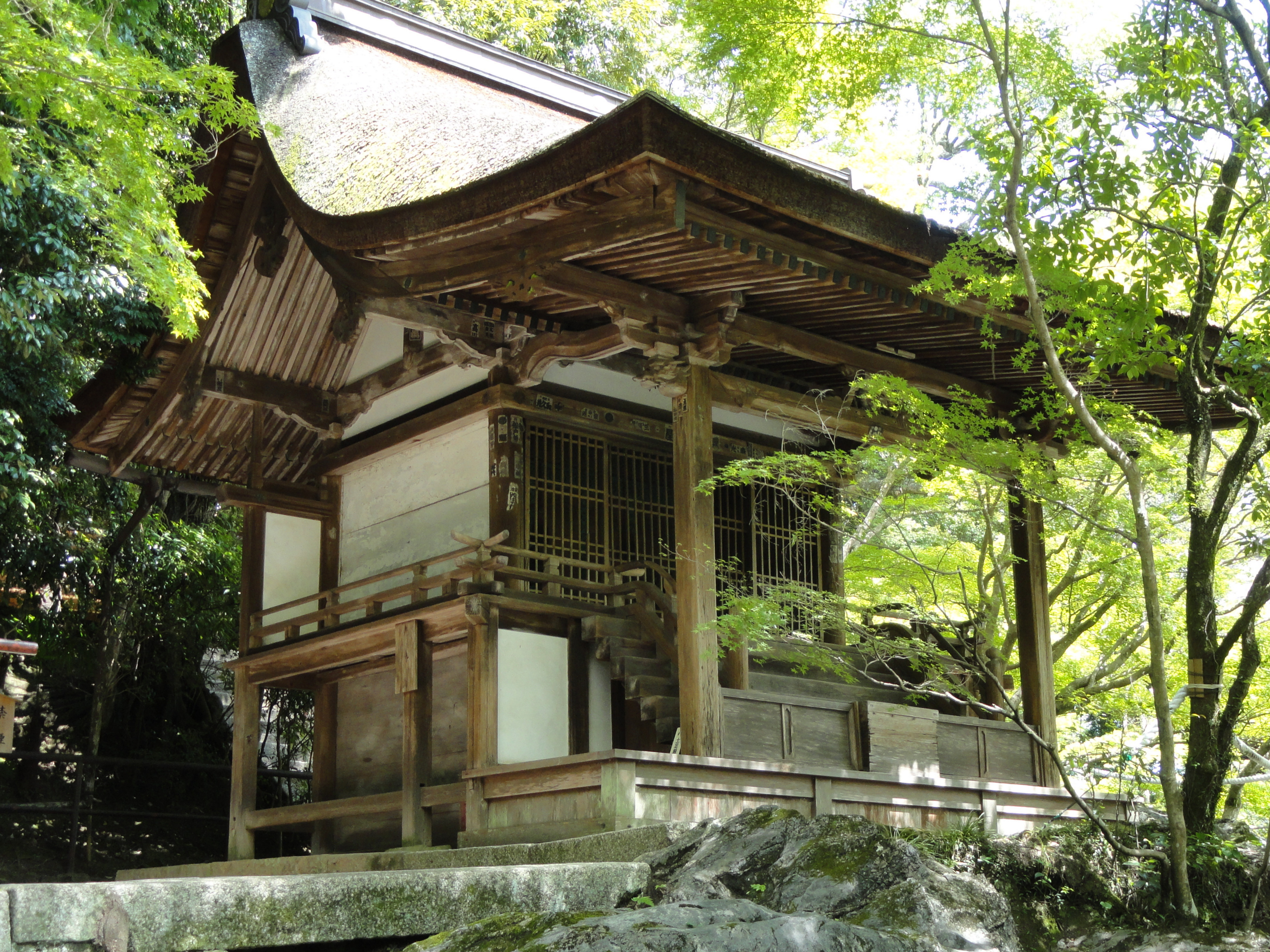
三十八所権現社本殿
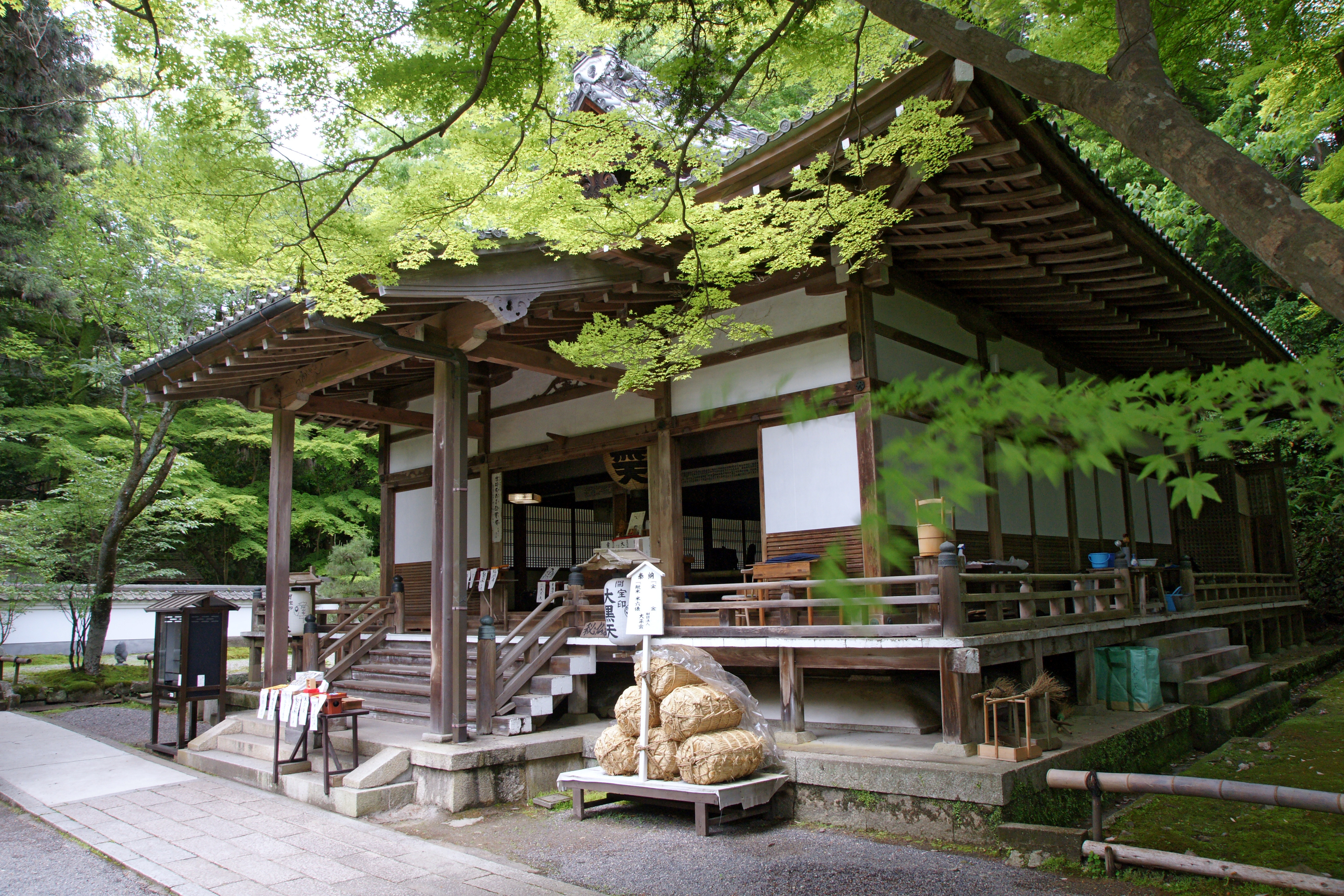
大黒天堂
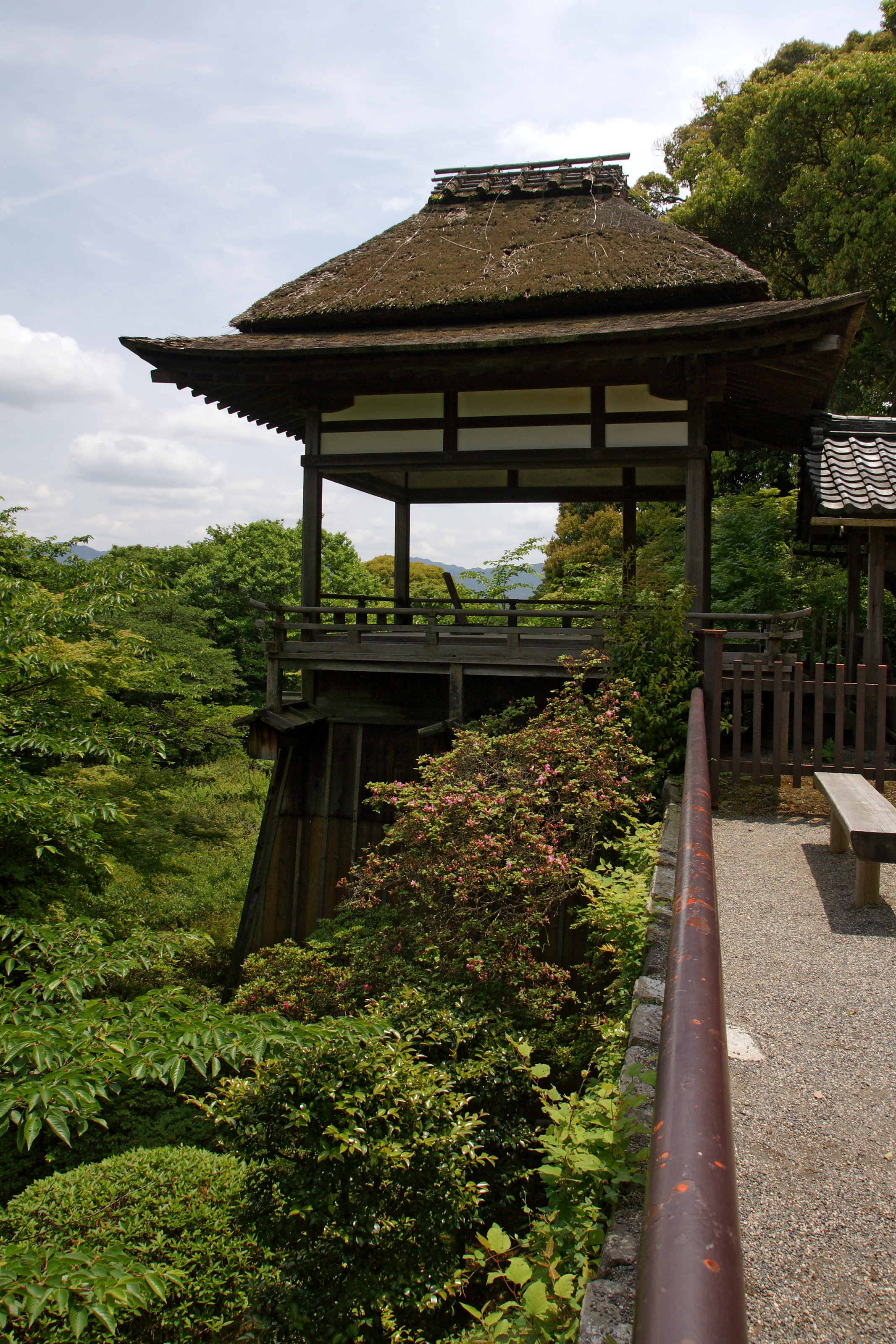
月見亭
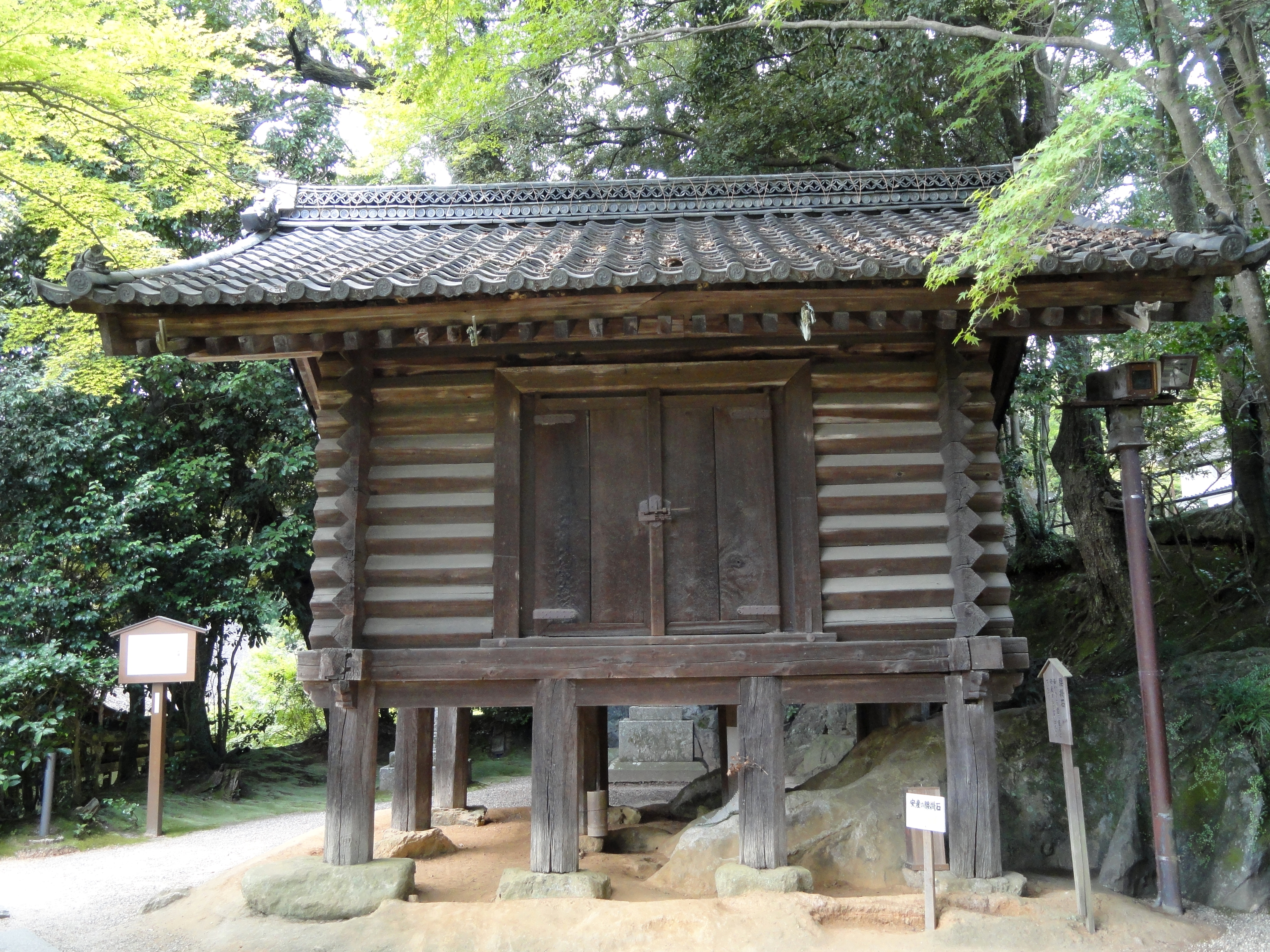
経蔵
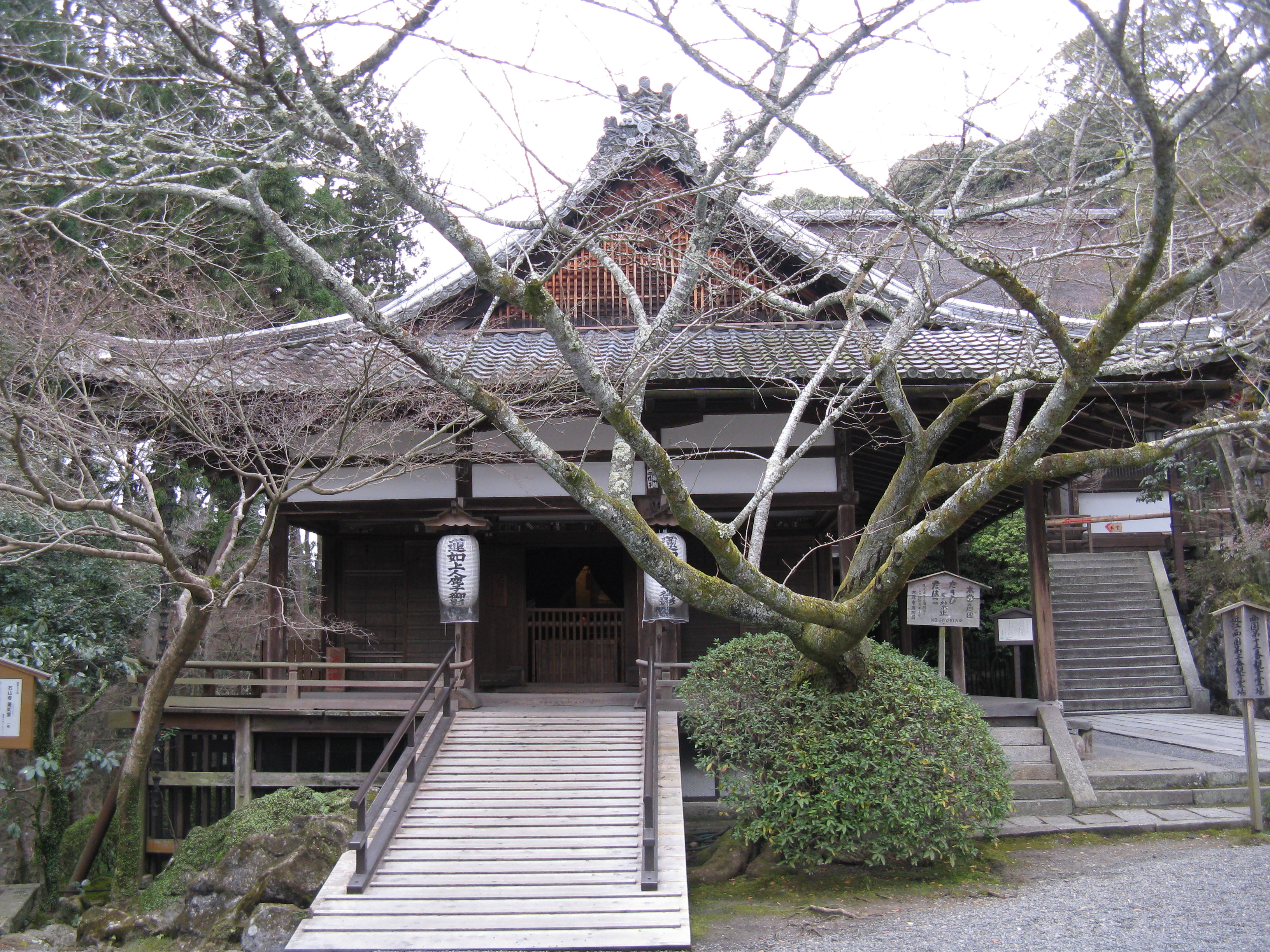
蓮如堂
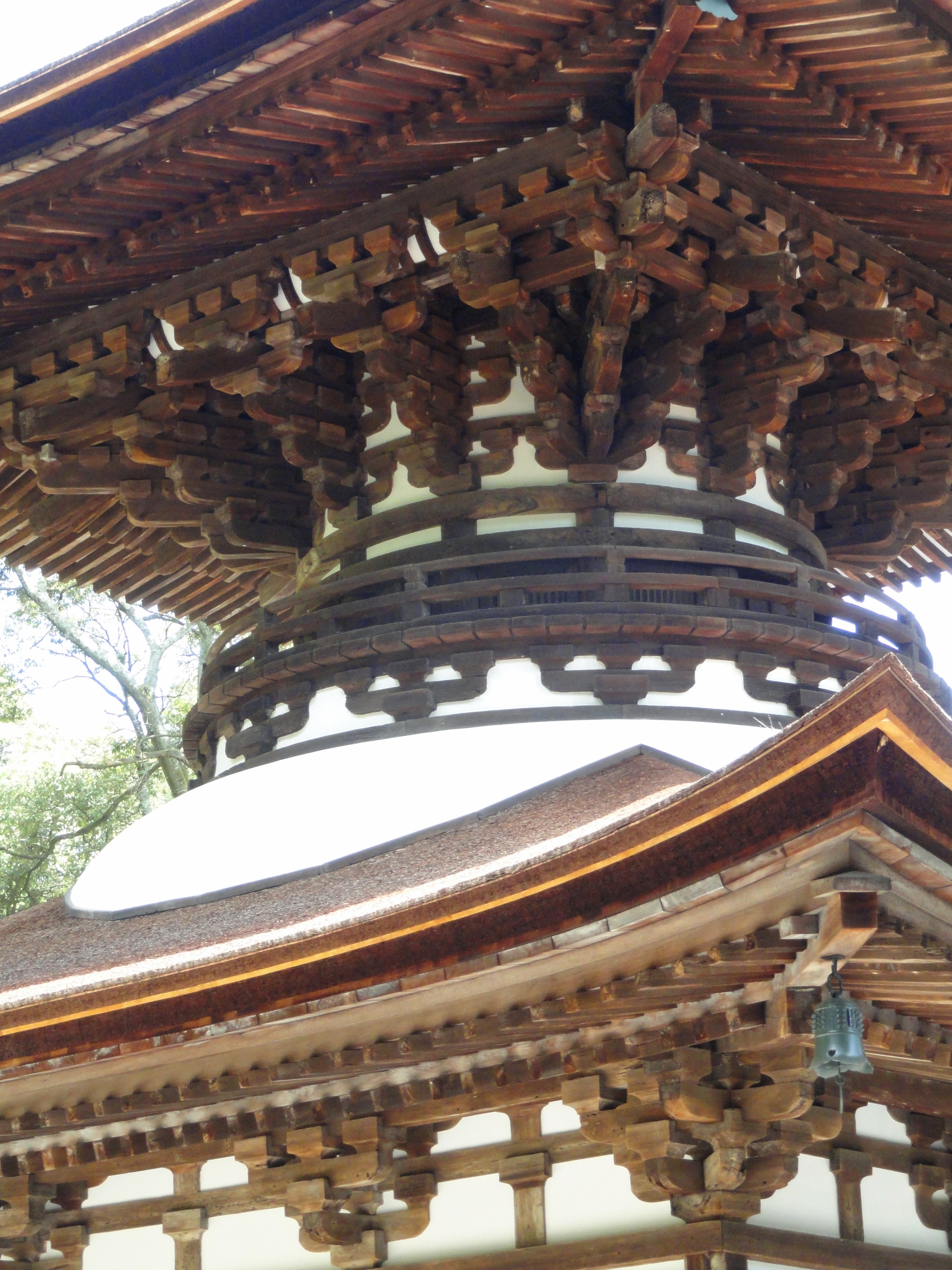
多宝塔細部
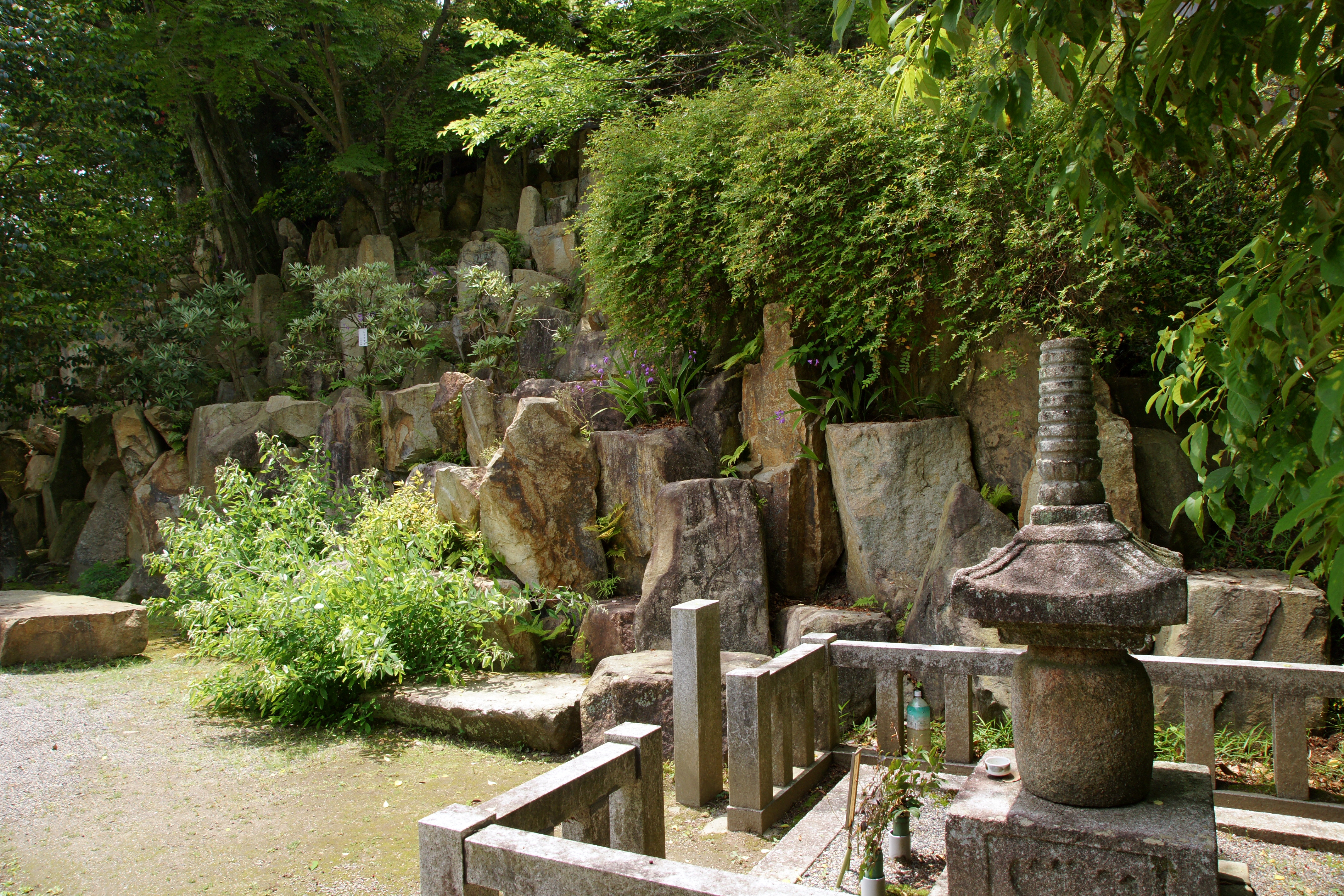
石造宝塔と石庭
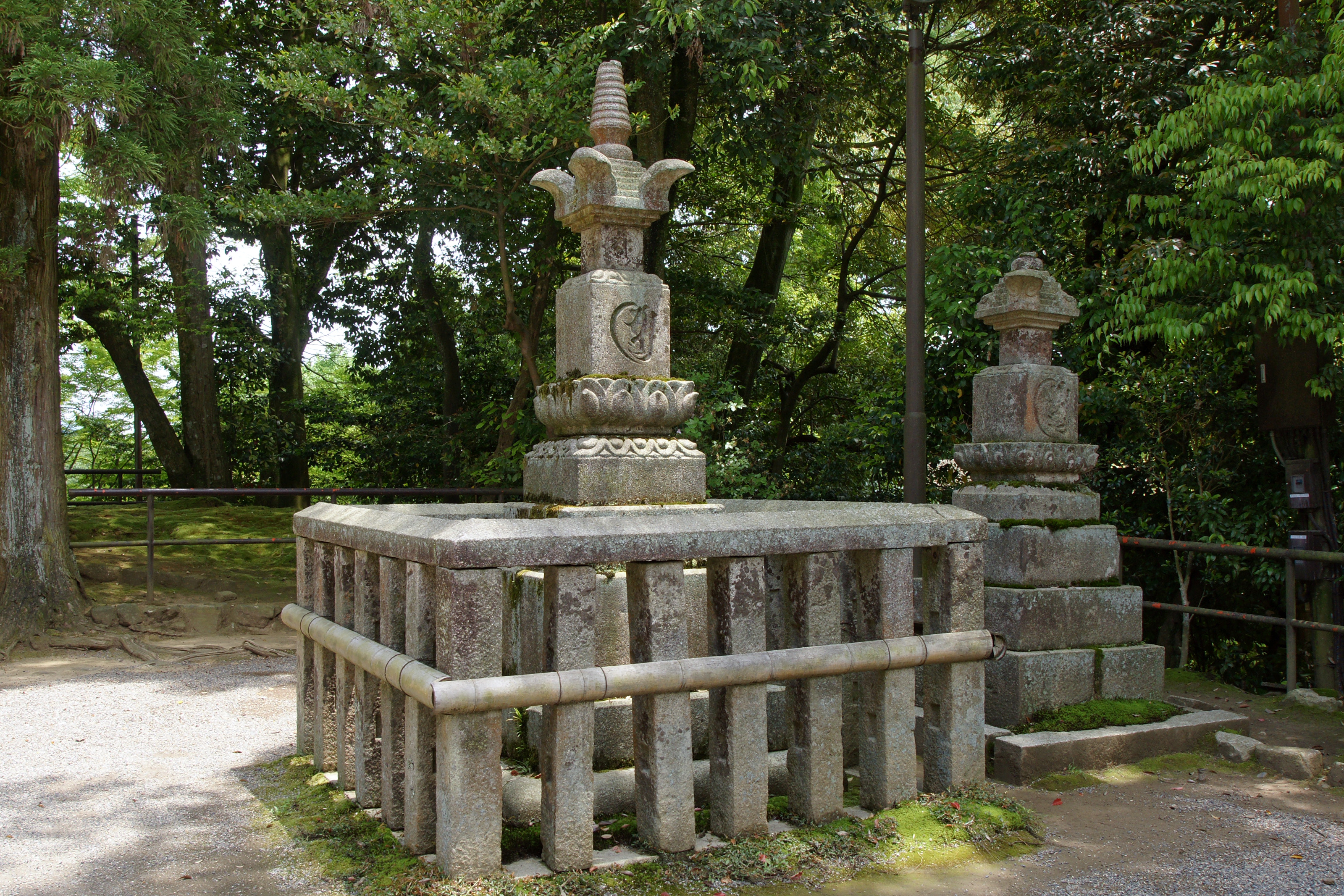
宝篋印塔
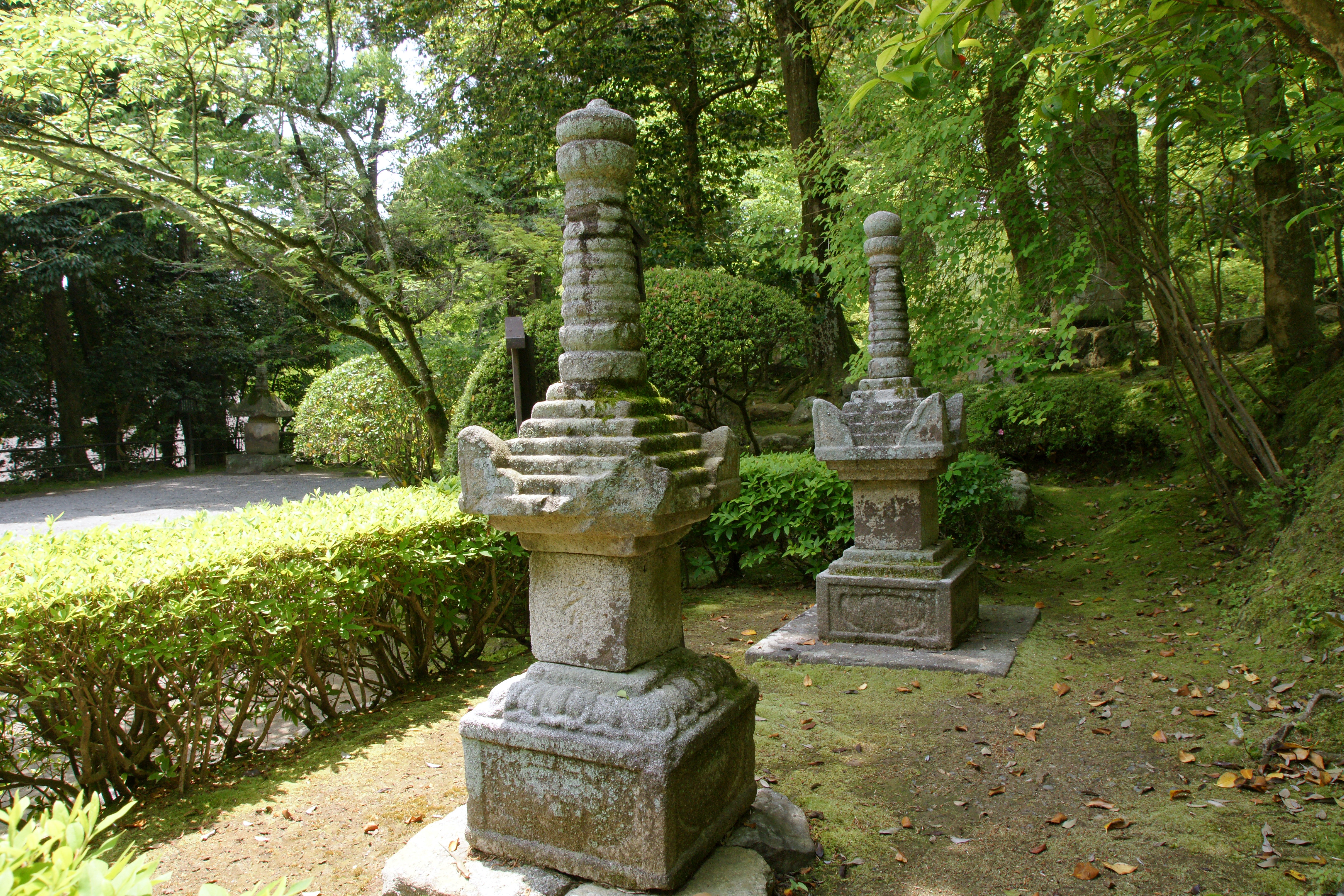
宝篋印塔（後方の塔は重要文化財）
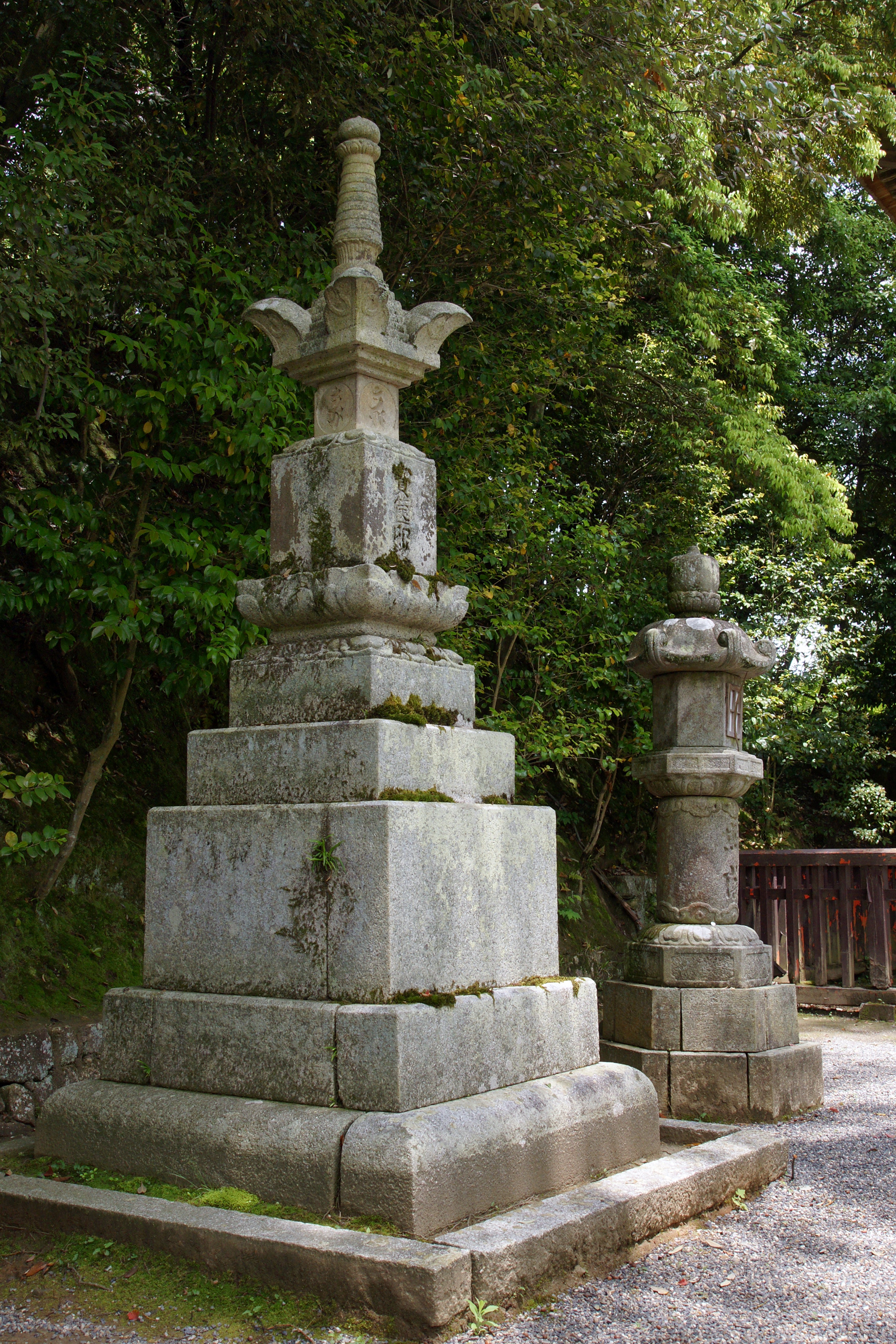
宝篋印塔
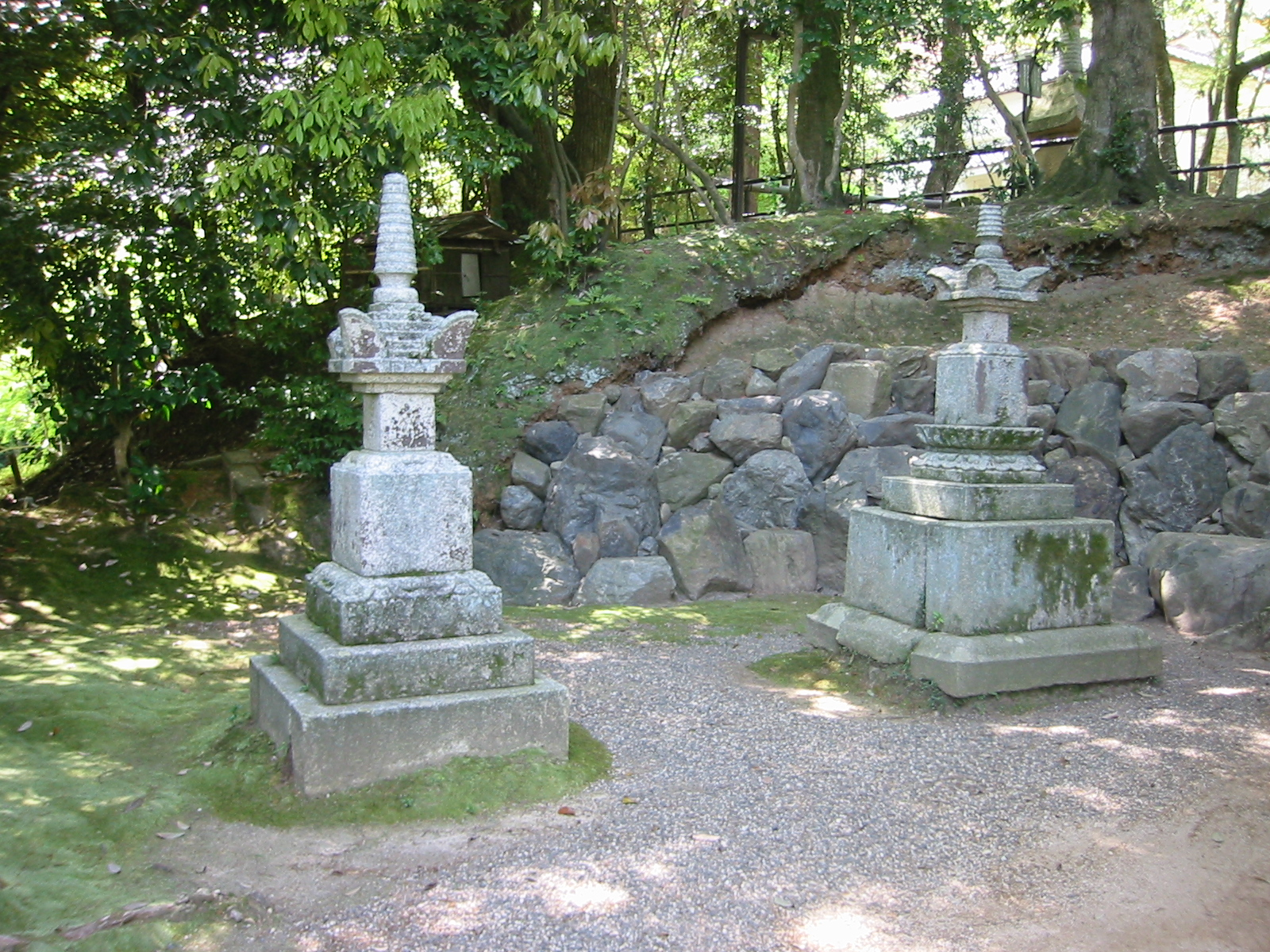
宝篋印塔
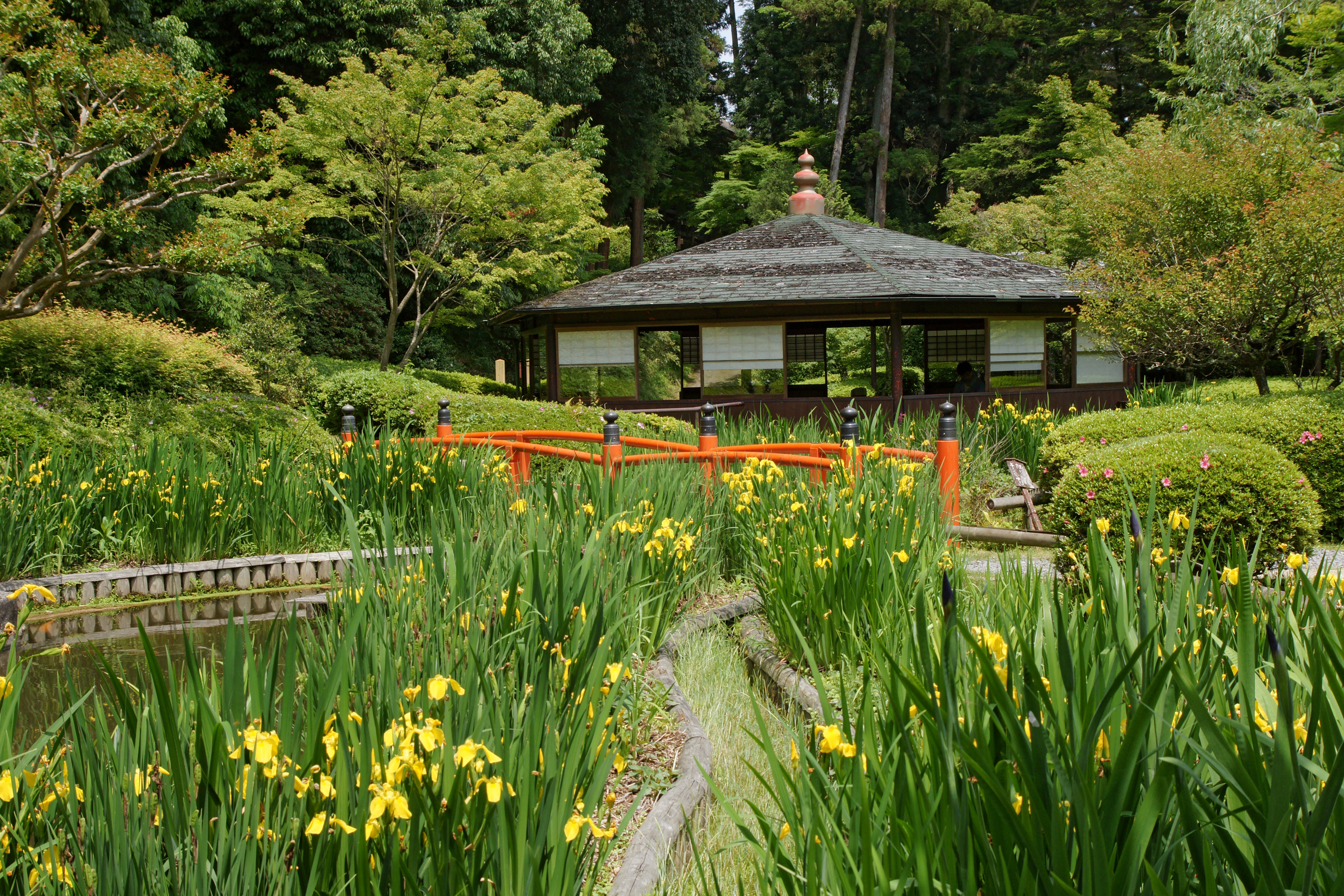
無憂園
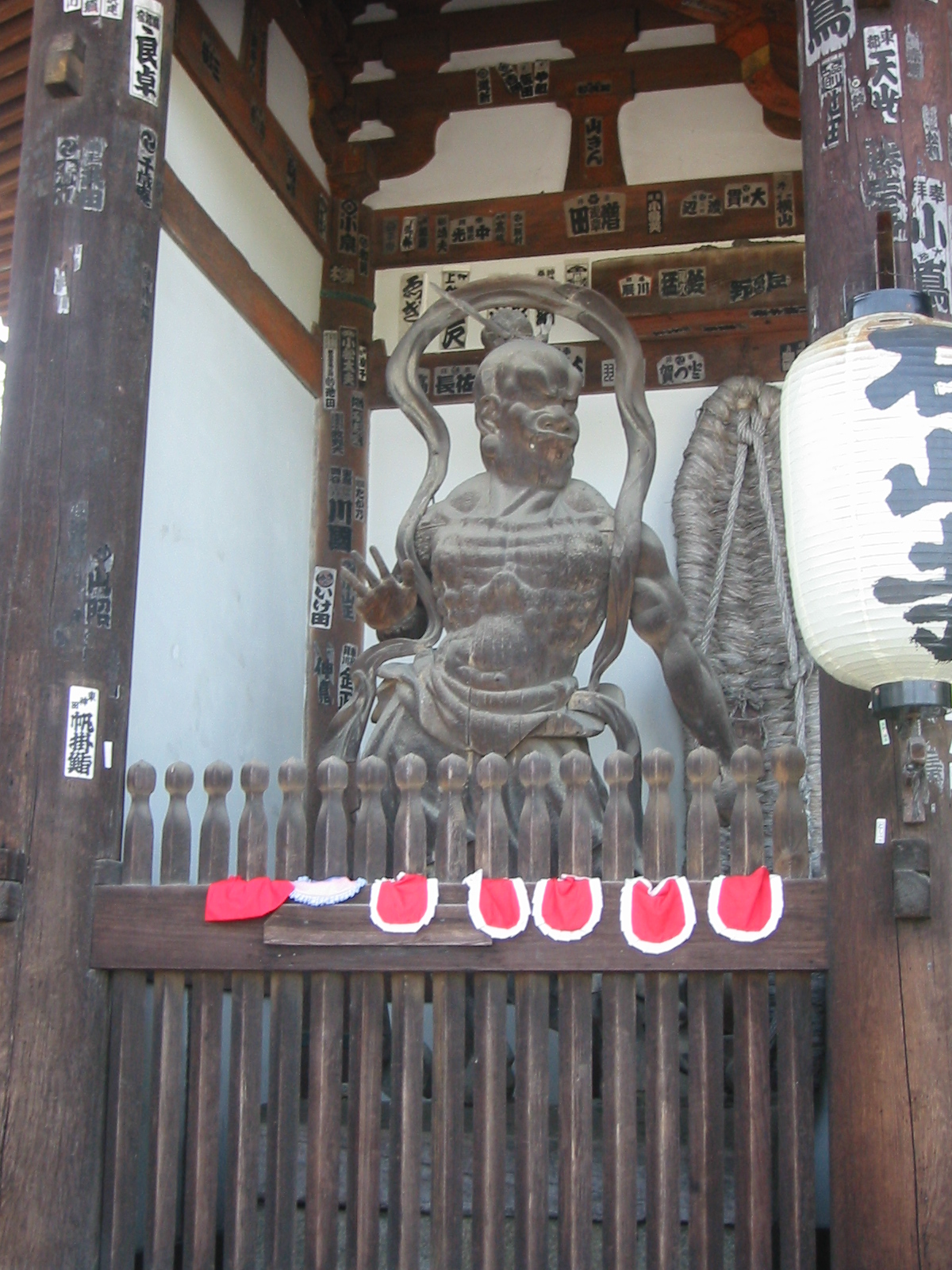
東大門の金剛力士（仁王）像
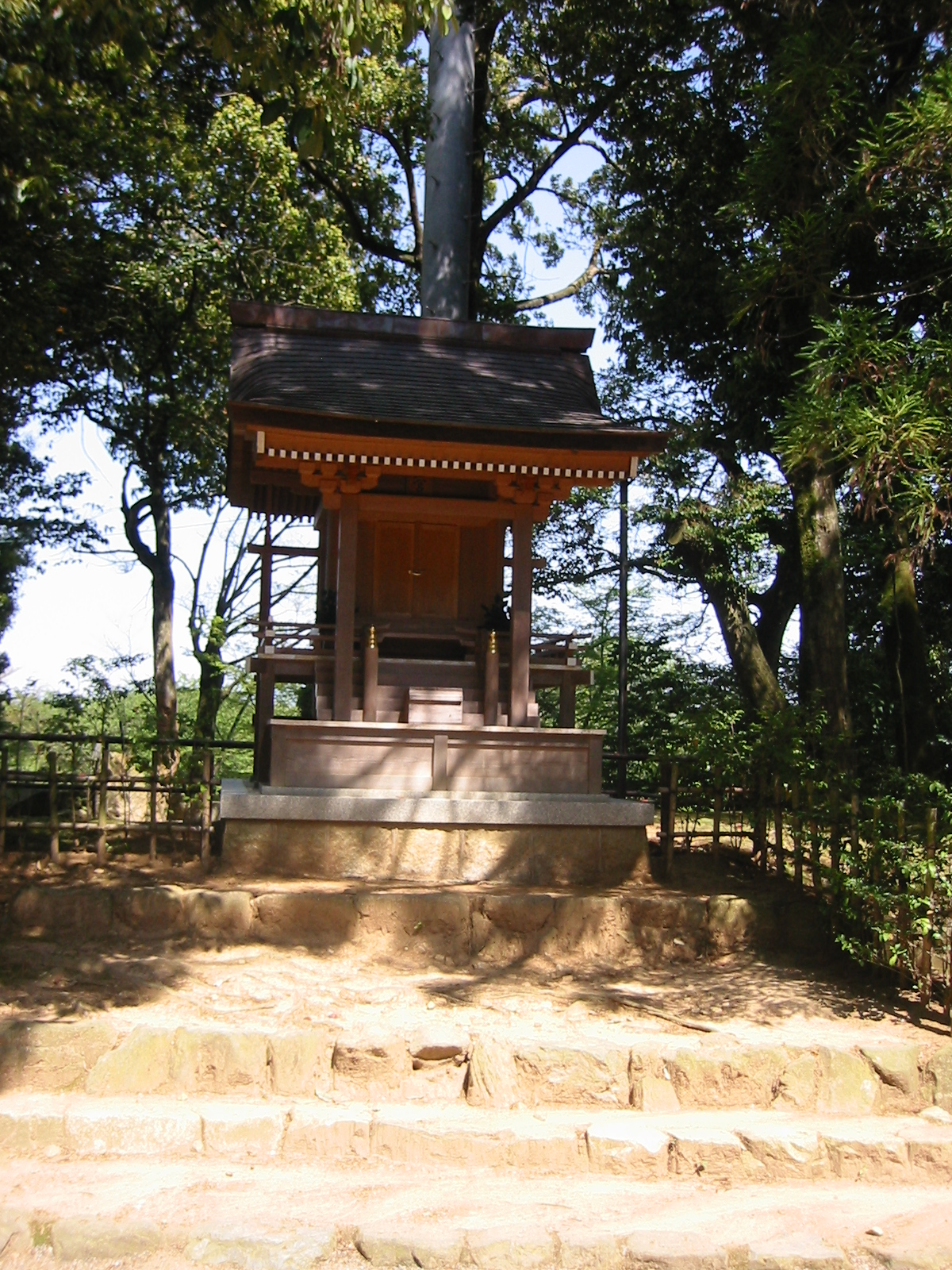
天照皇大神を拝し弘文天皇を祭る若宮
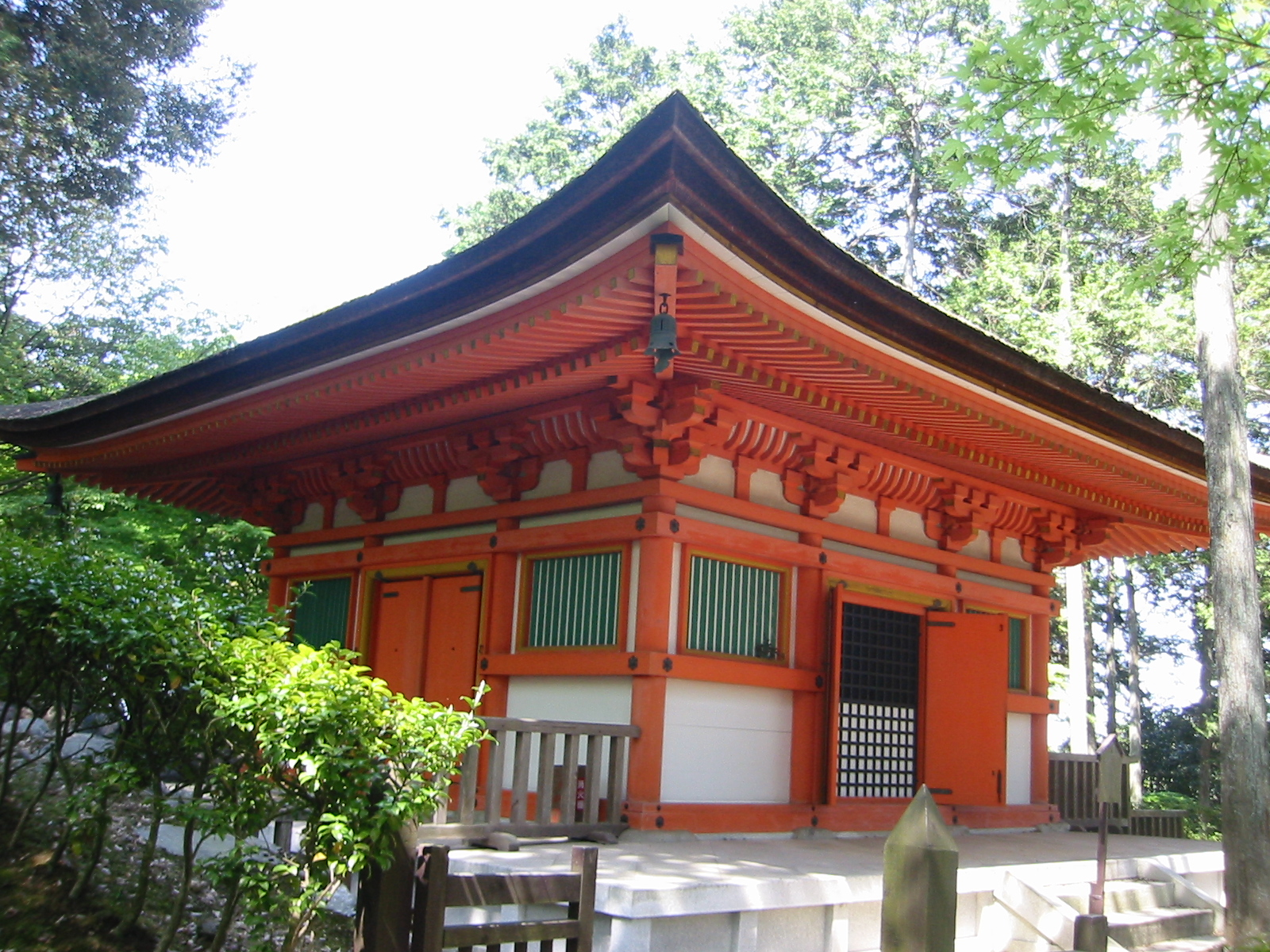
心経堂
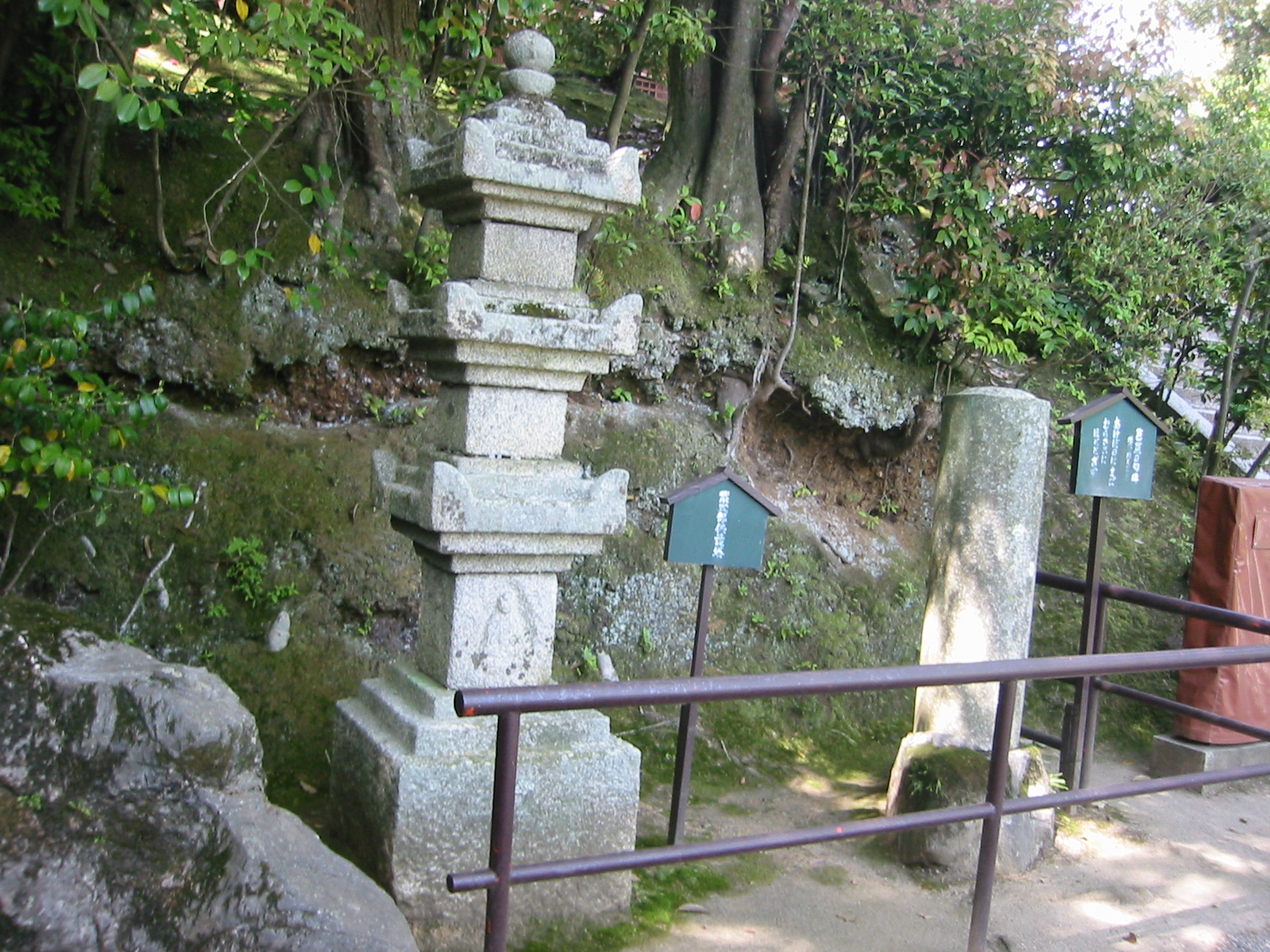
紫式部供養塔と芭蕉句碑
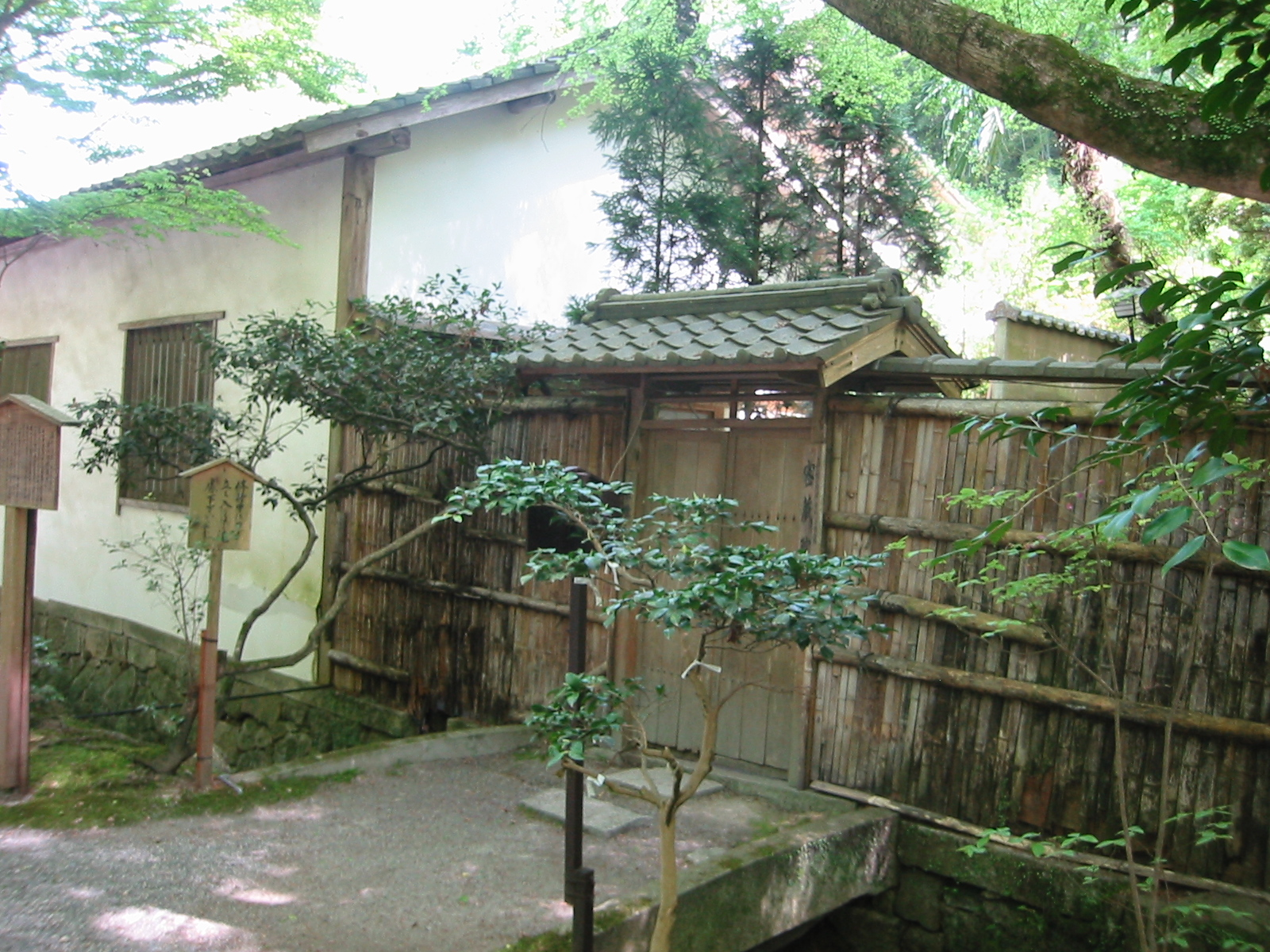
島崎藤村ゆかりの密蔵院
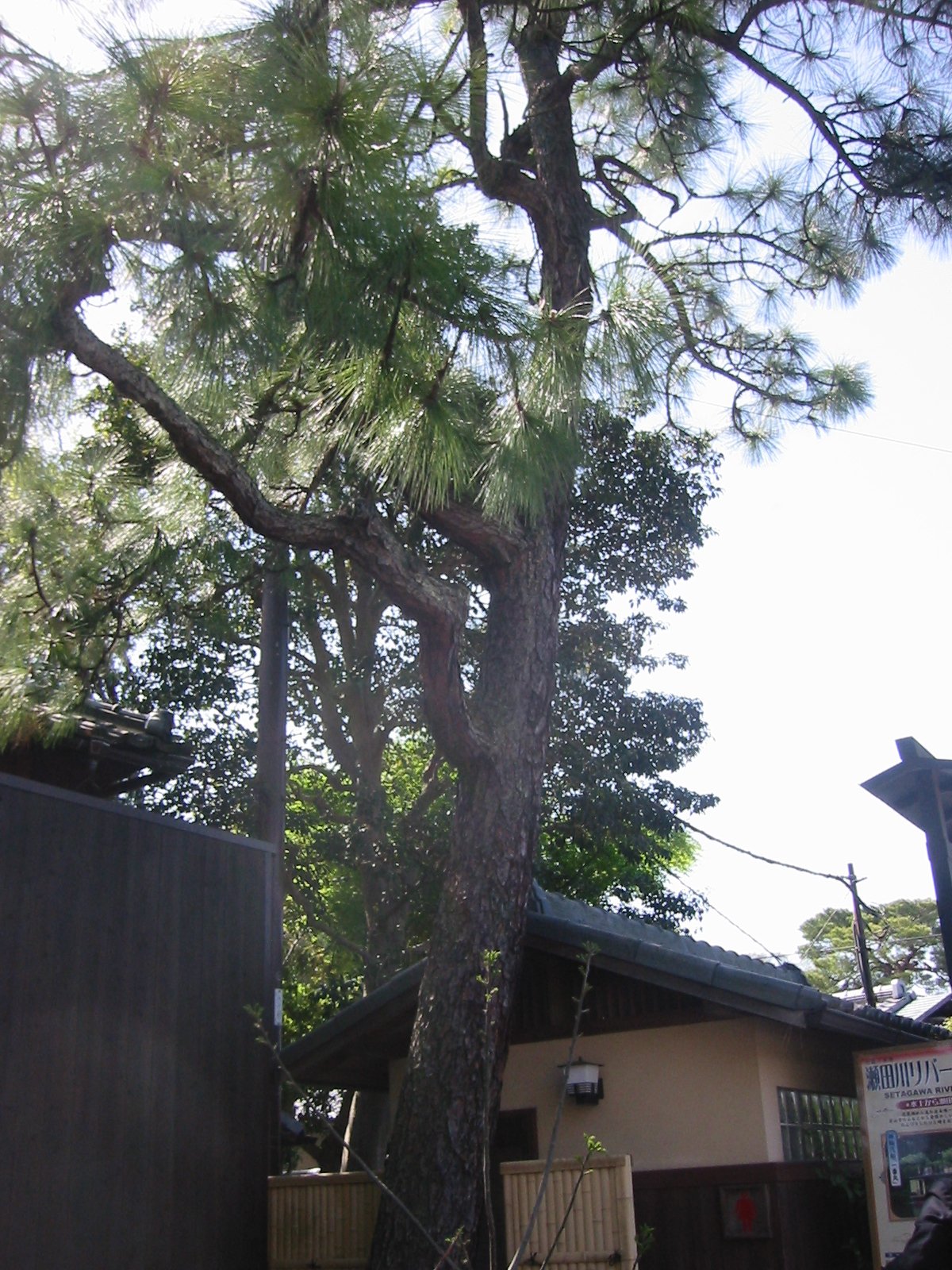
三鈷の松
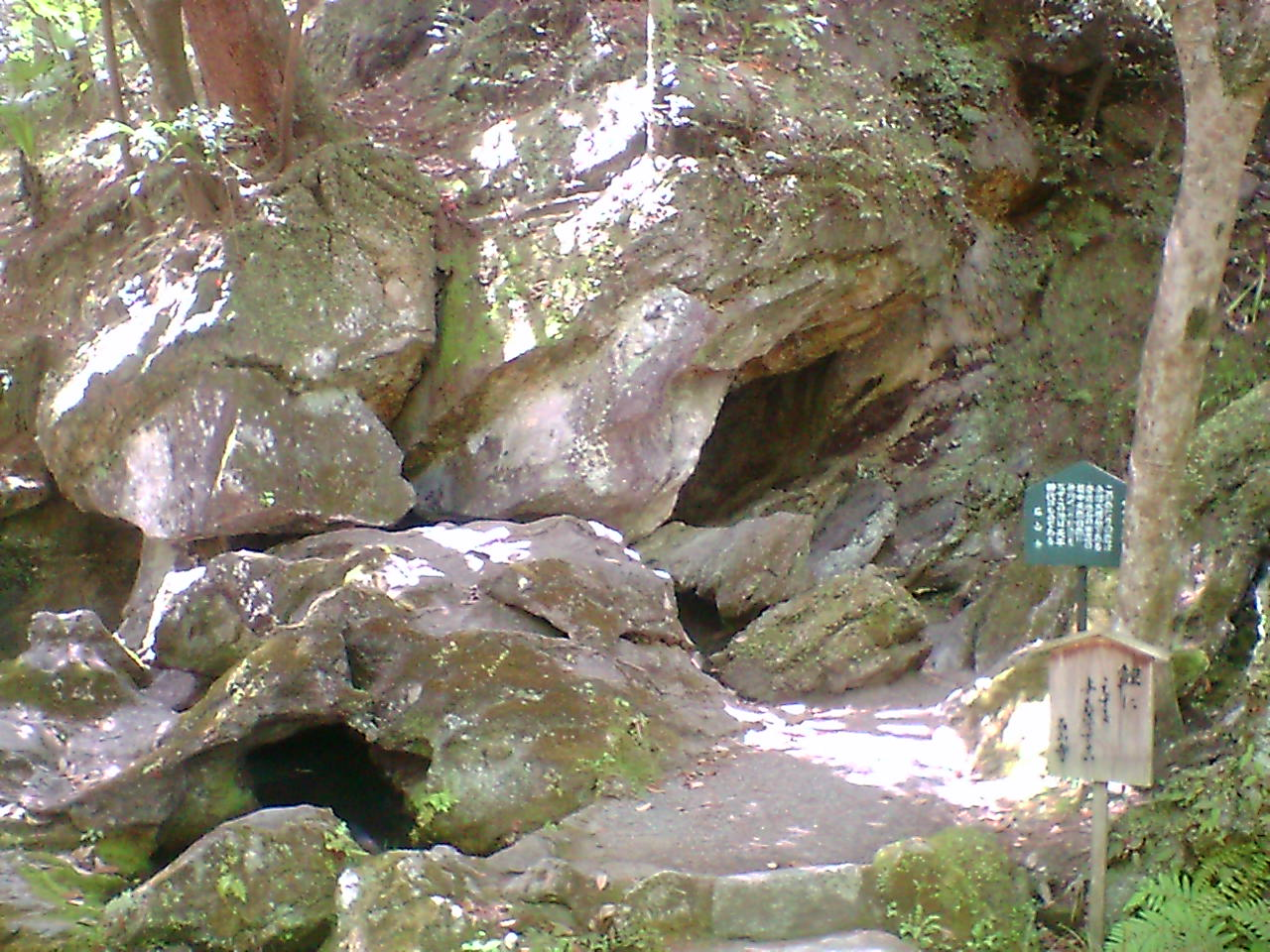
くぐり岩

## 文化財

### 国宝
- 本堂
- 多宝塔 附：棟札 1枚
- 漢書 高帝紀下、列伝第四残巻 2巻（紙背金剛界念誦私記）
- 史記 巻第九十六、九十七残巻 1巻（紙背金剛界次第）
- 玉篇巻第廿七 後半（紙背如意輪陀羅尼経）
- 春秋経伝集解 巻第廿六残巻（しゅんじゅうけいでんしっかい）
- 春秋経伝集解 巻第廿九残巻（紙背金剛界儀軌）
- 釈摩訶衍論（しゃくまかえんろん）5帖
- 淳祐内供筆聖教（薫聖教）（しゅんにゅうないくひつしょうぎょう・においのしょうぎょう）73巻1帖（附:聖教目録1巻）[注 1]
- 延暦交替式（紙背南天竺般若悉曇十八章）
- 越中国官倉納穀交替記残巻（紙背伝三昧耶戒私記）
- 周防国玖珂郡玖珂郷延喜八年戸籍残巻（紙背金剛界入曼荼羅受三昧耶戒行儀）

### 重要文化財
（建造物）
- 東大門
- 鐘楼 附：棟札 1枚
- 石山寺 4棟
  - 御影堂[63]
  - 蓮如堂 附：板札 1枚[63]
  - 三十八所権現社本殿[63]
  - 経蔵[63]
- 宝篋印塔 - 亀谷禅尼供養塔。

（絵画）
- 絹本著色不動明王二童子像
- 絹本著色仏涅槃図
- 紙本著色源氏物語末摘花巻（伝・土佐光起筆）
- 紙本著色石山寺縁起（巻第六・七絵 谷文晁補写）7巻
- 石山寺多宝塔柱絵 4本

（彫刻）
- 木造如意輪観音半跏像（本尊）・像内納入品（銅造如来立像1躯、銅造観音菩薩立像2躯、銅造菩薩立像1躯、水晶五輪塔1基、木造厨子1基） - 解説は既述[注 2]。
- 木造如意輪観音半跏像
- 木造大日如来坐像（多宝塔安置）快慶作
- 木造大日如来坐像（伝・元多宝塔本尊）
- 金銅観世音菩薩立像 - 奈良時代。1947年（昭和22年）盗難に遭い、その後、首以下の胴体部分のみが発見された。切断された頭部は行方不明である。寺伝によると桂昌院が寄進したもので、それ以前の来歴は不明[64]。
- 銅造釈迦如来坐像 - 奈良時代後期。総高13.0センチメートルで頭頂から懸裳まで一鋳でつくられる。経蔵の本尊と伝わるのみで、それ以前の来歴は不明[65]。
- 木造持国天立像・増長天立像・毘沙門天立像
- 木造維摩居士坐像 - 平安時代前期。像高49.5センチメートルで一木造り。多くの維摩居士は病苦の老相で作られるが、この像は穏やかな顔立ちであることが特徴[66]。
- 木造毘沙門天立像 - 平安時代前期。像高172.5センチメートル。頭から体を一木で作り、乾漆を薄くもって彩色を施す[67]。
- 木造不動明王坐像
- 塑造淳祐内供坐像（御影堂安置） - 像内に明徳三年地蔵摺仏、明徳四年塔婆形木札及び願文経巻等を納める。台座裏面に「応永五年閏四月廿七日、普賢院御影、開眼供養訖、座主僧正守快」の銘がある。
- 塑造金剛蔵王立像心木[68]
  - 附 塑造断片一括、光背1面、心木内納入品（木造五輪塔形1基、木造舎利容器1合、紙本墨書般若心経1紙）
塑像（表面を粘土で造形した像）の内部にあった支えの心木である。この心木は、本尊の右脇侍である金剛蔵王（蔵王権現）像の内部から発見されたもの。金剛蔵王像自体は江戸時代の作であるが、心木は奈良時代創建時のもので、学術的にきわめて貴重なものである。

（工芸品）
- 梵鐘

（書跡典籍、古文書）
- 叡山大師伝
- 倶舎論記 普光撰22巻・倶舎論疏 法宝撰30巻・倶舎論頌疏 円暉撰5巻
- 説一切有部倶舎論 仙釈筆
- 十誦律 巻第五十二
- 大般若経音義 中巻
- 智証大師伝
- 不空三蔵表制集 巻第三
- 仏説浄業障経（天平神護二年吉備由利願経）
- 法花玄賛義決 弘仁十年書写奥書
- 法華義疏 7巻
- 石山寺一切経 4,644帖 （附:雑宝経 巻第四（光明皇后五月一日願経）以下199巻）
- 石山寺校倉聖教 1,926点（附：聖教箱30合）
- 本朝文粋零本
- 建久年中検田帳 2巻
- 行歴抄 円珍記

（考古資料）
- 袈裟襷文銅鐸

出典：2000年（平成12年）までの指定物件については、『国宝・重要文化財大全 別巻』（所有者別総合目録・名称総索引・統計資料）（毎日新聞社、2000年（平成12年））による。

### 重要美術品
- 石造宝塔 - めかくし石。
- 石造三重宝篋印塔 - 紫式部供養塔。

### 国の天然記念物
- 石山寺硅灰石

### 滋賀県指定有形文化財
- 毘沙門堂 附：棟札 2枚、板札 1枚、須弥壇 1基、釣燈籠 2個、石燈籠 2基

### 大津市指定有形文化財
- 絹本著色紫式部像 伝狩野孝信筆
- 石山寺知足庵コレクション
  - 古瓦 26点
  - 古瓦譜 1冊
- 板絵著色繋馬図 1面
- 順礼札 5枚

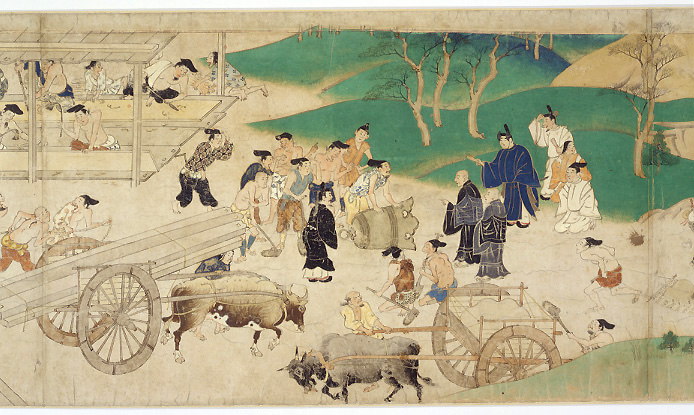
石山寺縁起絵巻 第1巻第3段 石山寺建立の際に地中から宝鐸が発見される
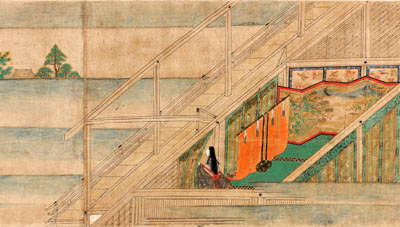
石山寺縁起絵巻 第4巻第1段 石山寺に参籠した紫式部は湖面に映る月影を見て物語の構想を得る
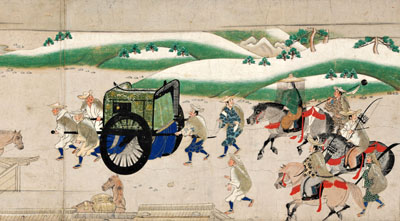
石山寺縁起絵巻 第3巻第3段 菅原孝女の石山参詣、雪の逢坂関
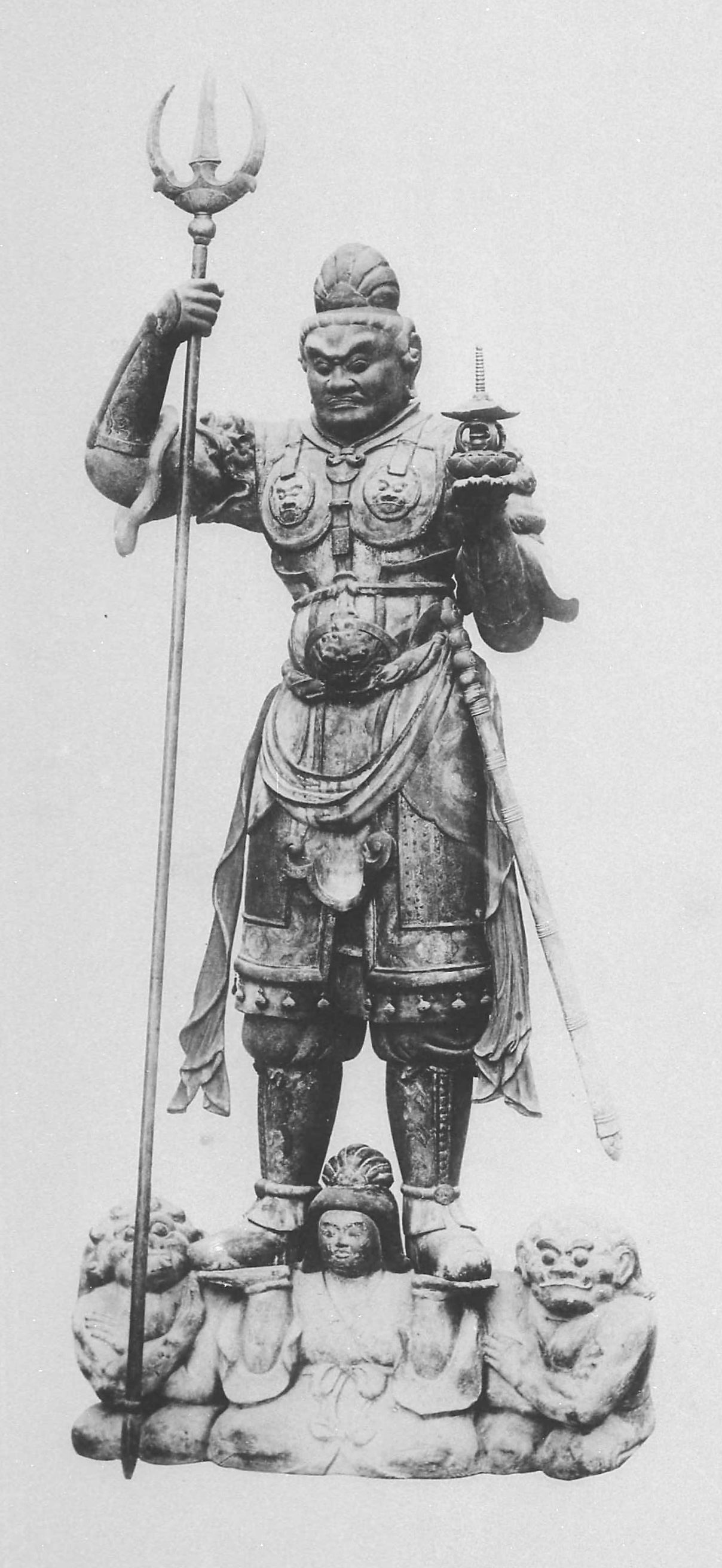
木造毘沙門天立像（平安時代、重要文化財）
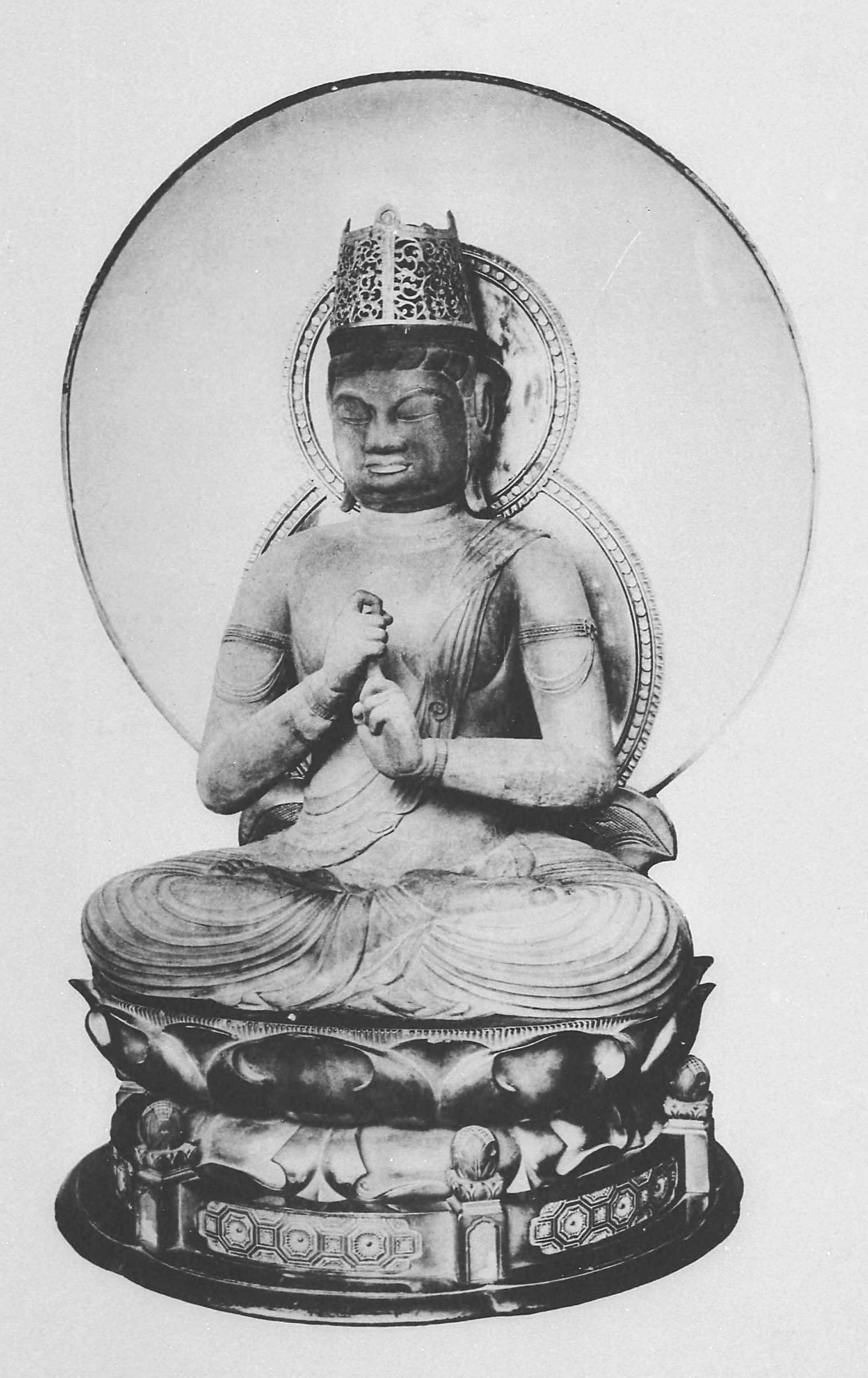
木造大日如来坐像（伝元多宝塔本尊、平安時代、重要文化財）
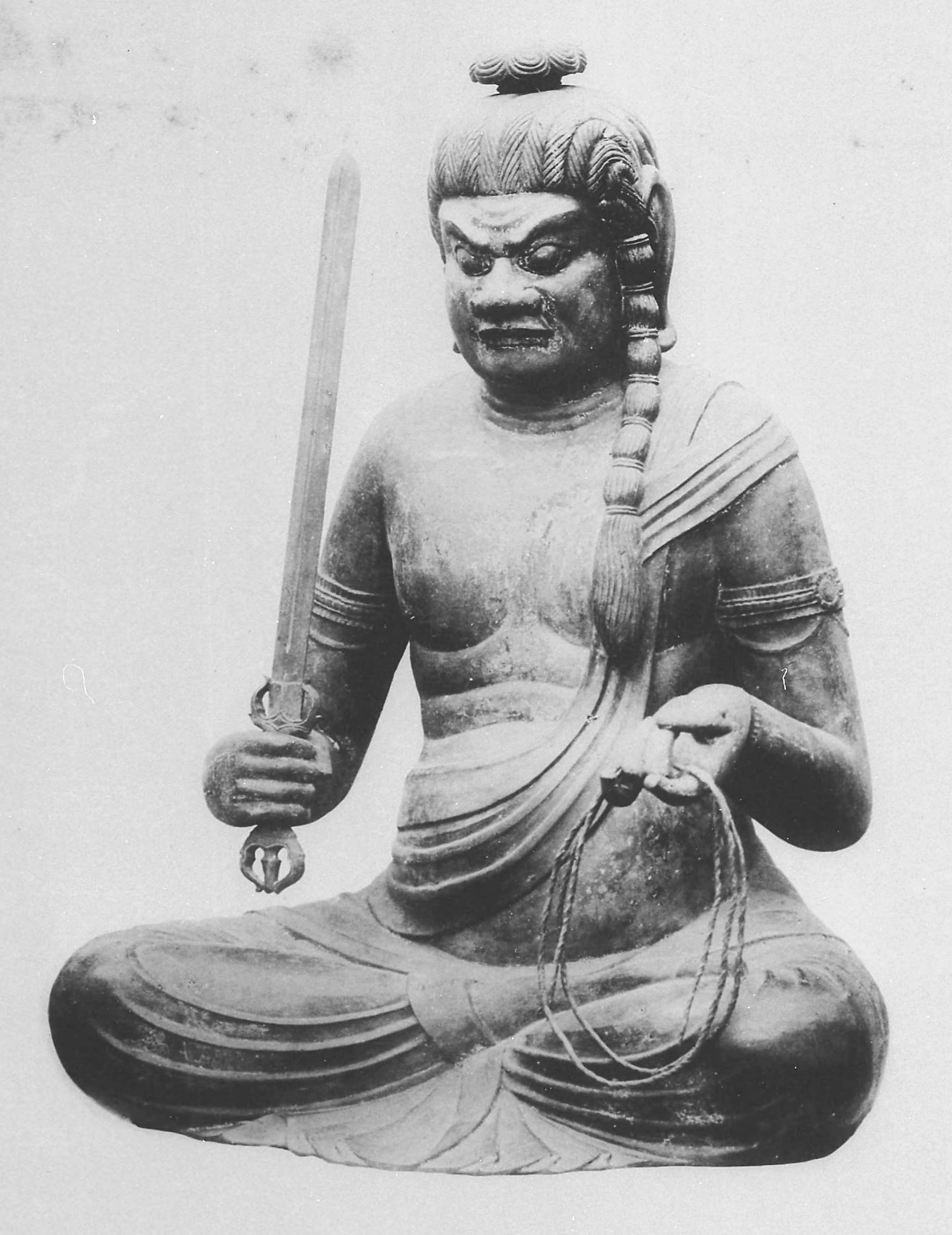
平安時代の作・木造不動明王坐像（平安時代、重要文化財）
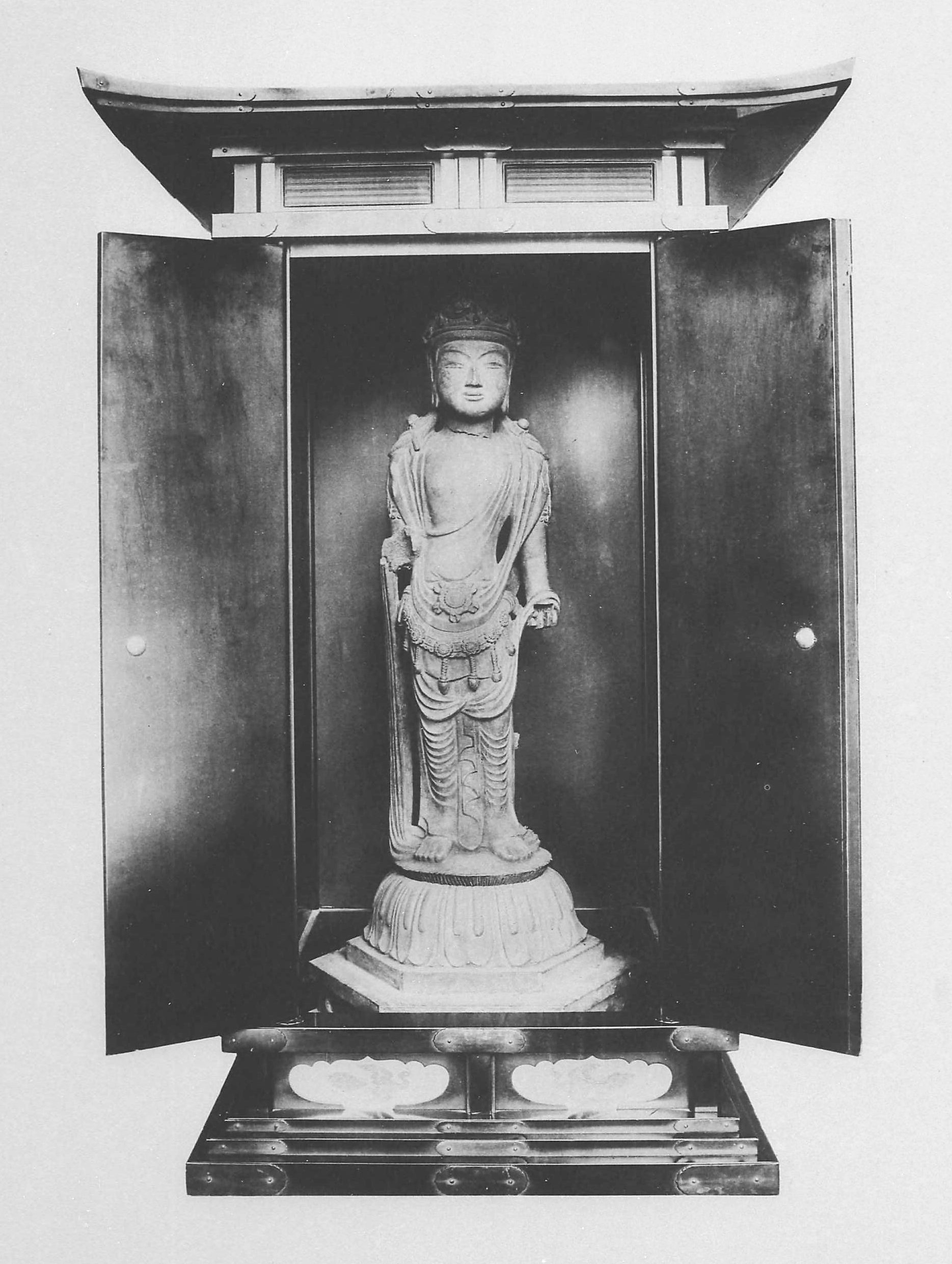
金銅観世音菩薩立像（奈良時代、重要文化財）[注 3]

## 前後の札所
西国三十三所
12 岩間寺正法寺　-　13 石山寺　-　14 園城寺（三井寺）
近江西国三十三観音霊場
2 東門院　-　3 石山寺　-　4 近松寺
江州三十三観音
1 石山寺　-　2 泉水寺（廃寺）
びわ湖百八霊場
1 石山寺　-　2 岩間寺正法寺
神仏霊場巡拝の道
145 建部大社　-　146 石山寺　-　147 園城寺（三井寺）

## 所在地
- 滋賀県大津市石山寺1丁目1-1

## アクセス
- 京阪石山坂本線 石山寺駅より徒歩約10分。
- JR東海道本線 石山駅より京阪バス「石山寺山門前」下車。
- 甲賀市コミュニティバス 京阪石山寺より徒歩10分
- 名神瀬田東IC・瀬田西ICより車5分　（駐車場：140台）

## 関連文献
- 朝日新聞社 編『週刊朝日百科日本の国宝：滋賀／石山寺』78号、朝日新聞社、1998年、226-256頁。
- 野口, 武彦、鷲尾, 隆輝『古寺巡礼近江：石山寺』 2巻、淡交社、1980年。doi:10.11501/12220575。ISBN 9784473005083。
- 平凡社地方資料センター 編『滋賀県の地名』平凡社〈日本歴史地名大系〉、1991年。ISBN 9784582490251。